# マッドマックス 怒りのデス・ロード
『マッドマックス 怒りのデス・ロード』（マッドマックス いかりのデス・ロード、原題：Mad Max: Fury Road マッド マックス: フューリー ロード）は、2015年公開のオーストラリアとアメリカの合作映画。2012年7月から12月までアフリカのナミビアで撮影された。前作『マッドマックス/サンダードーム』以来、30年ぶりに製作された『マッドマックス』シリーズの第4作である。
日本では2015年6月20日に公開。本作は『マッドマックス2』と同様に、英雄誕生譚（貴種流離譚）など世界各地の英雄神話を研究した神話学者ジョゼフ・キャンベルによる著書『千の顔を持つ英雄』をテーマとしている。
第88回アカデミー賞では10部門にノミネートされ、最多の6部門を受賞した。

## あらすじ
核兵器による大量殺戮戦争勃発後、生活環境が汚染され、生存者達は物資と資源を武力で奪い合い、文明社会が壊滅した世界を舞台とする。
砂漠化し荒廃したウェイストランド（荒野）で、元警官マックスは、過去に救えなかった命の幻覚と幻聴に煩わされ、狂気に侵されているのは世界なのか自身なのか曖昧になる中、生存本能にだけ突き動かされV8インターセプターを駆る。流浪の途上で暴徒らの襲撃に遭い捕縛され、シタデルという砦に連行されたマックスは、インターセプターを奪われた上に身体を拘束され、環境汚染からの疾病を患う住人に供血利用される。そこではイモータン・ジョーを首領とした独自教義を持つ好戦的な集団の支配のもと、潤沢な地下水（アクア・コーラ）と農作物栽培を牛耳ることで成り立っている独裁社会が築かれていた。ガスタウンへと向かう取引当日、ジョーの部隊を統率するフュリオサ・ジョ・バッサ大隊長は、ジョー一族が受胎出産させることを目的として監禁していた5人の妻（ワイブズ）であるスプレンディド、トースト、ケイパブル、ダグ、フラジールの身柄を秘密裏にウォー・リグに搭乗させ、フュリオサの出生地である「緑の地」に匿う逃亡計画を、3000ガロンのガソリン（guzzoline）取引を隠れ蓑に東へと進路を変えて実行に移す。部下の背任行為と、妻たちと、その胎内の我が子を奪われたと知ったジョーは配下の戦闘集団ウォーボーイズを引き連れ、友好関係にある人食い男爵と武器将軍の勢力を援軍に追走を開始する。マックスはウォーボーイのニュークスの常備用「血液袋」として追尾車両に鎖で繋がれワイブス追走の争いに巻き込まれることになった。
追跡劇の最中に砂嵐に遭遇し、追走車両がウォー・リグの追突によって大破、手足の拘束を解くことができたマックスは、フュリオサ達を制圧する。一人でウォー・リグに乗り込むが、フュリオサ仕様に様々な改造が施されていたため、結局は同乗する事になる。また、ジョーの直々の命令でウォー・リグに乗り込んだものの失敗した上に、ジョーのお気に入りの妻が死亡してしまったことで戻れなくなったニュークスも、ワイブズの一人であるケイパブルに啓蒙されて一行に加わることとなる。一昼夜をかけて走破した場所でかつての仲間である鉄馬の女たちに出会うことが出来たが、土壌汚染の進行で既に目的の地は失われている事を知り、フュリオサは慟哭する。
それでもなお、ワイブスと鉄馬の女たちと共に、荒廃した地へとあてのない旅に向かおうとするフュリオサに対しマックスは、ジョーさえ除けば生きて行ける可能性の高いシタデルに戻るように諭す。マックスの提案に同意し、主不在の砦に向かって激走するフュリオサ一行を発見し、ジョーの軍勢は追撃をかける。犠牲も出る中、3日間に渡る逃走劇と過去の精算に決着をつけるべく、フュリオサは深手を負ったままジョーと直接対峙し、遂にジョーは倒される。そしてニュークスの捨て身の戦法で渓谷拱門の突破に成功、ジョーの配下達も排除される。フュリオサは危篤状態に陥ってしまうが、マックスはできうる限りの救命措置を施し、告げることを拒んでいた己の名前を明かす。一行は砦に凱旋し、ジョーの圧政から解放されたことで、フュリオサは群衆に歓迎される。人々の流れに逆らい、砦から去ろうとするマックスを見つけ、目を合わせたフュリオサは、無言の笑みをもって彼を見送るのだった。

## 登場人物・キャスト

### 主要人物

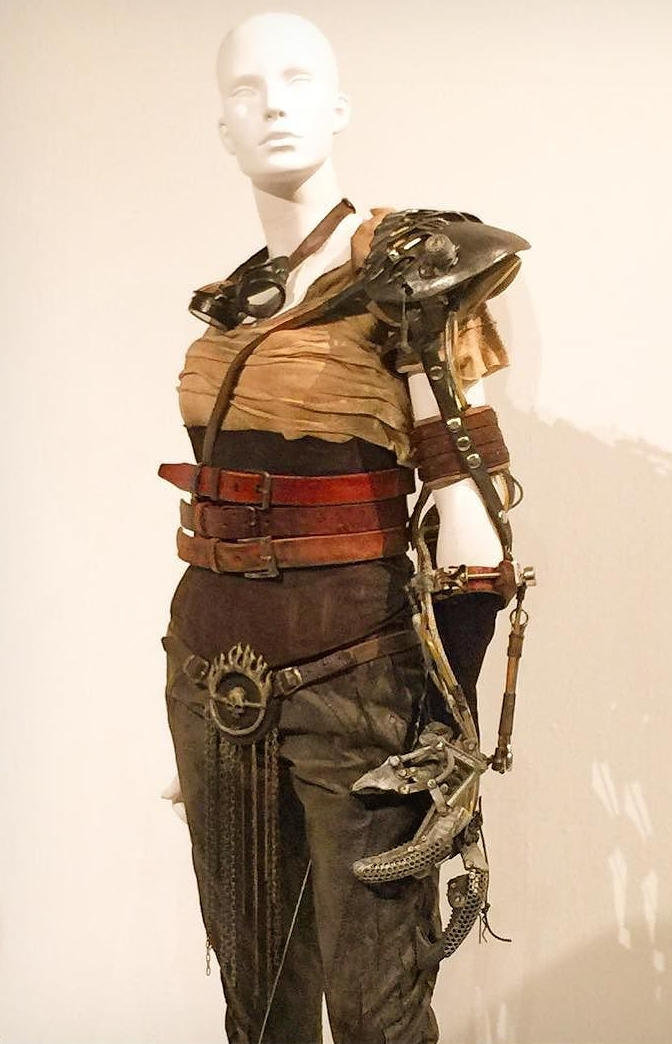
フュリオサ衣装

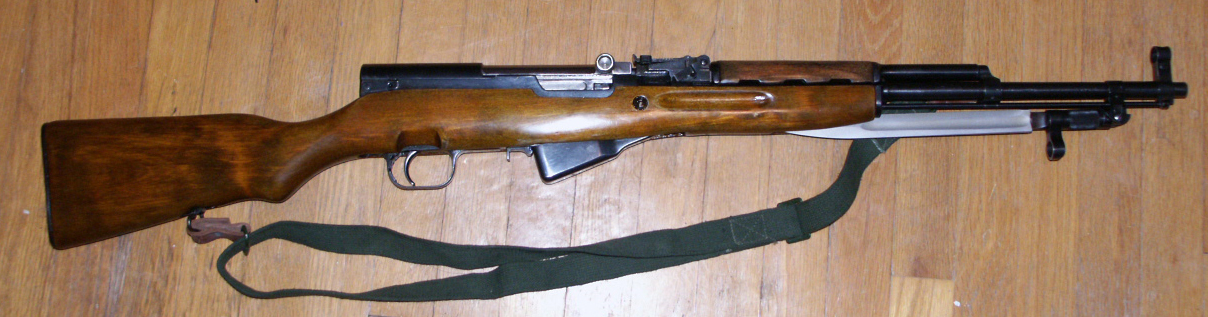
SKS自動小銃
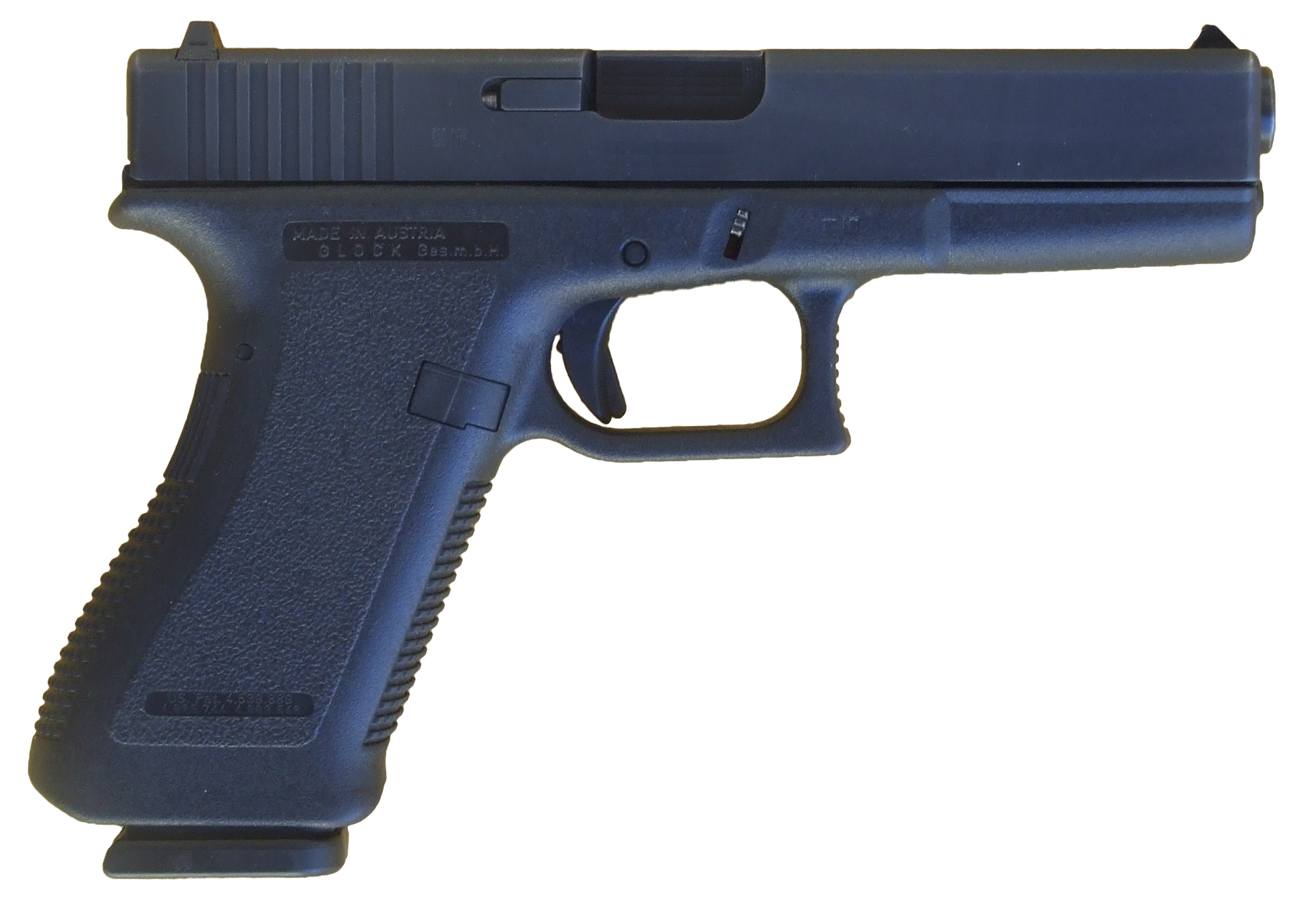
Glock 17
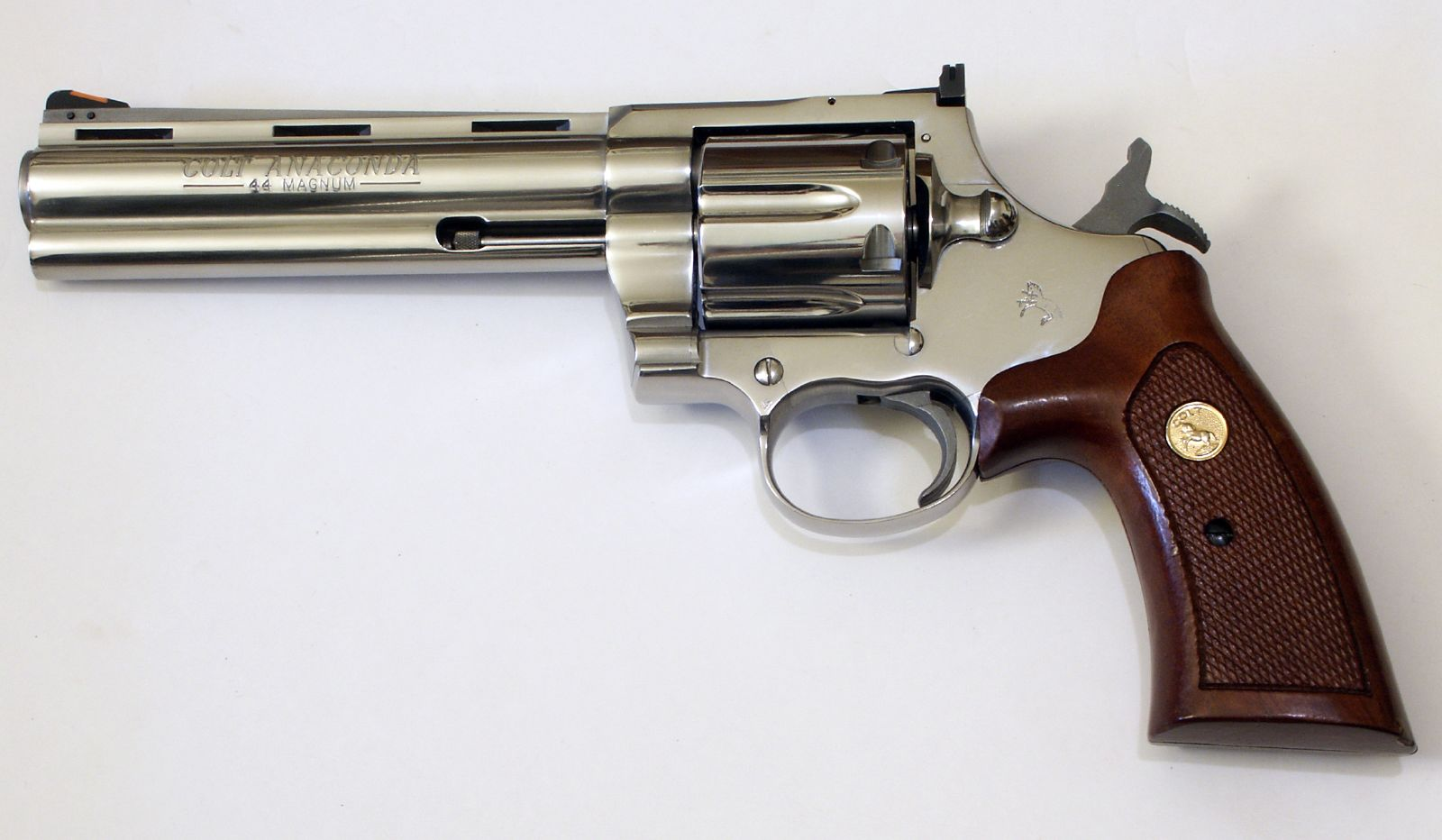
Colt Anaconda

マックス（Max Rockatansky）
演 - トム・ハーディ
本名はマクシミリアン・ロカタンスキー（Maximillian Rockatansky）で、異名としてロード・ウォリアーと呼ばれることもある。元・M.F.P.（Main Force Patrol）特殊警察警官隊隊員である。過去に目の前で散っていった命のフラッシュバックに苛まれ、高放射線に曝露された世界を旅していた。ある日、イモータン・ジョーの武装集団ウォーボーイズに捕らえられ、放射線障害の影響により短命なウォーボーイズ構成員であるニュークスの輸血ドナーとして採血されるために拘束されていた。逃亡したフュリオサたちの追跡を志願したニュークスにより荒地に運ばれ、自らの逃亡のため彼女達一団の砂漠横断の手助けをする。左足に金属製歩行補助器具、右肩にFRPショルダーパッド、上下黒のレザースーツとレザーブーツ、右手にパラコードブレスレットを付けている。そのブレスレットは、前日譚コミックでグローリー・ザ・チャイルドが右の上腕に付けていたもので、彼女の形見でもある。
前日譚コミック『Mad Max Fury Road Mad Max #1、#2』では、本作品は過去の映画 3部作と物語が繋がっているように描かれている。回想シーンでは、マックスは 2作目で破壊されたV8インターセプターを再び作り直すため、略奪、ボディガード、鉱山労働、暗殺などの仕事を引き受けながら部品集めの旅をしていた事が示されている。ある場所でインターセプターを保管し修理し続けており、V8エンジンを得るべくガス・タウンのサンダードームと呼ばれる闘技場で命をかけたバトルロイヤルでの闘いの試合に参加した。マックスは優勝し、インターセプターを復活させようとするが、バザードという名の盗賊による襲撃で重傷を負わされ、インターセプターが奪われてしまう。重傷を負ったマックスは謎の女性に助けられ、バザードに誘拐された娘のグローリーの救出を依頼される。前作同様、水平二連のソードオフ・ショットガンを武器 に、1人でバザードのアジトであるサンケンシティに乗り込み、グローリーを見つけインターセプターを取り戻し脱出しようとする。劇中ではこの一連の出来事がマックスの幻覚の主な原因となっている。
フュリオサ大隊長（Imperator Furiosa）
演 - シャーリーズ・セロン
シタデルの女性大隊長。本名はフュリオサ・ジョ・バサ（Furiosa Jo Bassa）。短く刈り込んだ頭髪と顔に塗った黒いグリースが特徴。左腕の前腕部から先を欠損しており、金属製義手を装着している。この義手は小型モーターを内蔵しており、人間の首すらへし折ってしまうほどの出力を備えている。そのほか、皮革製固定ハーネスとコルセット、ショルダーパッドを身に着けている。動作も俊敏で銃器の扱いにも長け、特に改造型SKSカービンを使った長距離射撃を得意とする他、マックスと同様のソードオフ・ショットガンやグロック17、トーラスPT99に加え、RSAF エンフィールドNo.2、ウィンチェスターM1897、リパブリックアームズ・マスラー12等も使用。本来は「緑の地」出身、スワドル・ドッグ一族の末裔で、少女期に「鉄馬の女たち」であった母マリー・ジョ・バサ（Mary Jo Bassa）と共に身柄を拐われシタデルへ連行されたが、母は3日後に落命してしまう。その後、ジョーの子産み女となるが、ジョーの怒りを買い片腕を失う。大隊長としてジョーから信用を得ながら裏では約20年間に渡り故郷へ帰る機会を窺っており、ガスタウンとの取引に向かうと見せかけて、ジョーが幽閉状態で囲っていたワイブズをウォー・タンクに匿い、フュリオサが幼少時代を過ごした故郷「緑の地」へ運ぼうとする。名前は「激情、情熱」、または「憤怒、激怒」を表す。
前日譚コミック『Mad Max Fury Road Furiosa』によると、ジョーらの襲撃を受けて故郷「緑の地」から引き離された上に、3日後に母を失う。襲撃をかけた集団に抵抗していた少女フュリオサだったが、ジョーの下でメカニックとして働く道を選ぶ。次第にジョーの信用を得て、大隊長の階級まで伸し上がり、「提げ爪（Bag of nails）」のニックネームで呼ばれ、気性も荒く暴力的な行動を振るうエレクタスから5人の妻の保護を任されていたが、ジョーたちの5人の妻に対する扱いに反発し、彼女らワイブズを連れて砦からの脱出を決意している。
ザ・シネマ吹替版では役名がインペラートル・フュリオサに改められている。
ニュークス（Nux）
演 - ニコラス・ホルト
イモータン・ジョーの武装戦闘集団「ウォーボーイズ」のひとり。首の付根の左側に病変腫の大小2つの瘤があり、それぞれ「ラリーとバリー」と名付け友人として扱い、上半身前面にスカリフィケーションによるV8エンジンの紋様が施されている。ルガー・バケーロを武器としており、登場時には常に輸血を必要とするほど衰弱著しい状態であったが、ジョーを狂信する彼は、栄誉ある戦死を望んでフュリオサ達の追跡隊に志願し、高品質の輸血ドナーのマックスを「輸血袋」として砂漠に連れ出たことで、マックスが追跡劇に参加する切っ掛けを作る。ジョーとその教義を狂信し奮闘するものの目的は尽く失敗し、よりによってジョーが追い求めた妊婦スプレンディドを不注意から転落させて瀕死、死亡させてしまった事から意気消沈して自己嫌悪に陥った姿を見たケイパブルが同情と慈愛を寄せたことで彼女に恋心を抱き、フュリオサ一行の仲間に転向。ジョー一味の追走を振り切るべくウォー・リグに同乗して、ドライビングやエンジントラブルの解消を受け持つ。名前の意味は「木の実」。
物語終盤、谷の門にてジョー達の追走から皆を守る為、ウォー・リグを自ら横転させ死亡する。
前日譚コミック『Mad Max Fury Road Nux and Immortan Joe』によると、荒廃した世界にあってもお互いに愛しみ合う両親に育てられていたが、幼い頃に母親が病死し、次いで父親も我が子のための危険な仕事に出たまま帰らず、一人きりになったところをジョーに身柄を保護され養子となる。少年時代は、「ウォーパプス」として砦にある「ブラック・サム」でメカニックとして育てられ、また優秀なドライバーでもある。
イモータン・ジョー（Immortan Joe）
演 - ヒュー・キース・バーン
「シタデル」占領者で、周辺テリトリーを支配する武装集団の首領”不死身の顎”。上半身は気腫疽らしき疾病を抱えており、それを隠す為に体を白塗りにし、両腕を包帯で覆う。健康を害する汚染された外気を避けて呼吸するための生命維持のスカルを模した特殊マスク、メダルや携帯電話の基板で装飾を施した防弾プレキシガラス・ボディーアーマーを装着している。コルト・アナコンダとルガー・バケーロの2丁のリボルバー及び、トーラスPT99の計3丁で武装し、杖を持つ。劇中ではギガホースという1959年型キャデラックの車体を使って改造した車両に搭乗。死後の転生を唱え、頭蓋骨とV8を奉る独自教義組織を構成、組織し、成人の「ウォーボーイズ」、子供らの「ウォーパプス」を信徒、兼、兵隊として据える。自身の子を産ませるために5人の妻をシタデルの一画に幽閉し、「ブリーダーズ（交配体）」としての待遇を妻たちに与えていたが、フュリオサが彼女らを連れて逃亡したため、自分の権利としての我が子を取り戻すために追跡することとなる。
前日譚コミック『Mad Max Fury Road Nux and Immortan Joe』によると、本名はジョー・ムーア大佐といい、石油戦争の際のベテランの軍人で、水戦争での英雄でもあった。世界の混乱後に、仲間の元軍人たちを集め、凶悪な暴走族のライダー集団「ディープドッグ」を結成し、勢力の拡大を行う途中、”太った男”（後の人食い男爵）との遭遇から、水源がある岩山の砦の情報を得て、自らの野望のために砦を占有支配していた無法者達を討ち倒し、シタデルの新たな支配者として君臨し、先住の住民達から「イモータン・ジョー」と呼ばれるようになった。自分を神格化させ、短命な養子達には幼児期から、ジョーのために死んだら生まれ変わることができるというカルト宗教的な価値観を植え付けて手駒とし、老齢に差し掛かり若年の娘らを集め健康体の子供を産ませて子孫を残す「育種プログラム」を発案し実行に移す。荒地で人々を捕らえては彼が根城にしている砦に連れ込んだり、人々を騙して利用している。
ワイブズ（Wives）
イモータン・ジョーにより岩山の一画に幽閉されていた健康体の妻たちで計5名。ジョーの所有物で子を産むだけの出産母体という扱いに堪えかね、産まれる子供がジョーの手に渡るのを避けるため、「WE ARE NOT THINGS」「OUR BABIES WILL NOT BE WARLORDS」と部屋に書き置きし、ミス・ギディの助けを借りて、フュリオサにウォー・リグに匿われ「緑の地」への逃避行を試みる。各人、白色の絹の衣装を纏い、それぞれの装束で着飾る。貞操帯も装着させられていたが、砂嵐を抜けた後に外している。
スプレンディド（The Splendid Angharad）
演 - ロージー・ハンティントン＝ホワイトリー
5人のリーダー格で、イモータン・ジョーお気に入りの受胎母体である。ジョーの子を宿し、臨月の身体で逃亡する。名前は「見目麗しき」。逃走途中にウォー・リグから転落、ジョーの運転する車両に轢かれて瀕死となり、赤子も死亡してしまう。
ケイパブル（Capable）
演 - ライリー・キーオ
赤毛の長髪、砂嵐後から透明ゴーグルを装着。ジョーの配下だったニュークスと心を通わせ、好意を持つようになる。名前は「有能」「器用」。comic版では弦楽器を奏している。
トースト（toast the knowing）
演 - ゾーイ・クラヴィッツ
褐色肌で髪はショートカット、名前は「失意」。5人の中では一番戦う覚悟を持っている。SKSカービン及び、グロック17を武器として使用。
ダグ（The Dag）
演 - アビー・リー
細身の身体で銀の長髪。彼女もジョーの子を受胎しており葛藤がある。若干、コミックリリーフ的な一面がある。名前は「不器用、少し外れている人」を指す「Taggy」から採られている。
フラジール（Cheedo The Fragile）
演 - コートニー・イートン
名前は「華奢、儚き」。5人の中では一番若く、砦の中での生活しか知らないことも有り、過酷な道中に挫けてジョーの元に戻ろうともする。

- SKS自動小銃
- Glock 17
- Colt Anaconda

### シタデル砦の人物
リクタス・エレクタス（Rictus Erectus）
演 - ネイサン・ジョーンズ
イモータン・ジョーの息子。搭乗車両が横転し後部荷台から放り出されても負傷しない頑強さと怪力を兼ね備えるが、低知能で幼児口調（吹き替えでは粗暴な口調）。ルガー・バケーロ及び、AA-12で武装。人形の頭部を連ねた装飾品を、首と股間に着飾る。父や他の義兄弟のウォー・ボーイズたちと違って体を白塗りにしておらず、鼻に付けたチューブを通して背中に背負った呼吸装置から呼吸している。ジョーや兄弟たちと共に、逃亡者のフュリオサたちを追跡する。
コーパス・コロッサス（Corpus Colossus）
演 - クウェンティン・ケニハン
イモータン・ジョーの息子。骨脆性疾患骨形成不全症と思しき障害を抱えるベビーカーに鎮座した寝たきりの小人の男。兄弟にあたる愚鈍で低知能のリクタスと対照的に特別な知性を持ち、父であるジョーに助言を与える。リクタスと同じように呼吸困難なため、鼻に付けたチューブを通して呼吸。
前日譚コミック『Mad Max Fury Road Mad Max #2』におけるヒストリーマンの話しの終わりでは、まだ彼は生きており、シタデルにやって来る人達の全てに水を無造作に与え続けると、侮った一部の者が砦を占領する恐れがあるという理由から、シタデルの指導者の女性に水をコントロールするように忠告している。これに対しヒストリーマンは子供たちに過去の間違いを繰り返そうとしていると警告している。
スリット（Slit）
演 - ジョシュ・ヘルマン
イモータン・ジョーの武装集団ウォー・ボーイズでランサー（槍手）を受け持つ。FN ブローニング・ハイパワーを武器として使用し、衰弱甚だしい車両運転役のニュークスに代わり追撃チームに加わろうとするもマックスの供血により心身共に奮起したニュークスの気迫に気圧されて従来のランサーとしてニュークス・カー後部に搭乗。追撃最中、マックスの反撃によって追走から排除された後、シルバー・ボディの塗装を施し、オフロード仕様に改造したマックスのインターセプターに乗りウォー・リグの再追撃班として参加。右腹部と両口端の頬の裂傷にステープラーの縫合痕。名前は”切り口、裂け目”。
ドーフ・ウォーリアー（The Doof Warrior）
演 - iOTA
行軍中に火炎放射器付きのエレキギターとサウスポー・エレキベースのダブルネック・メタル・ボディでディストーションを響かせたパワー・コード・リフ奏法を行う。潜在眼球症候群と思しき障害を持ち、乱杭歯で両瞼が無く眼窩部分は皮膚となっている。マスクで顔を覆い、黒色のスニーカーと赤色のツナギ服を着用している。マッシブスピーカー搭載のドーフ・ワゴンと呼ばれるトラック上に据えられた舞台から伸縮ロープに吊るされた状態で火炎放射器ギターを操る。
本編外のバック・ストーリーによると、音楽家の母親の下で、盲目ながら音楽の才能を持つ天才児として幸せな環境で幼少期を送っていたが、何者かに襲撃され、母親は斬首されてしまい、膝に落ちてきた母親の頭にしがみ付いて泣いていたところをジョーに発見されて養子として保護されることになった。そして、実母の頭部の皮を剥いて作ったマスクを被り、コーマ _ ドーフ・ウォーリアー（Coma-Doof Warrior）という名の闘いの奏者として育てられる。
オーガニック・メカニック（The Organic Mechanic）
演 - アンガス・サンプソン
シタデルの”生体整備士”。人間を動物や物品扱いしており、言動が狂気染みている。拡大鏡、電気彫り器、上半身の弾帯に医療器具、外科処置用肉切り包丁を持ち物としている。設定では、背中に医学情報の入墨を入れている。
ミス・ギディ（ばあや）（Miss Giddy）
演 - ジェニファー・ヘイガン
顔や体に自ら旧文明の知識を入墨で刻んでいるヒストリーメンの老女。長銃身の水平二連式散弾銃を武器として使用。イモータン・ジョーの支配下にあり、砦の一画のバイオドームに監禁されていたワイブズに世界崩壊前の昔話を聞かせたり、身の周りの世話をしていた。ワイブス逃亡の手引に加担した上に銃口を向けた事によりジョーの怒りを買い一時危篤に陥るも、当日の夜には回復し、スプレンディドの死産に立ち会う。その後の登場シーンは無いが、映像ソフト等に収録された未使用シーンではスプレンディドの死後、彼女と共に瀕死の状態で荒野に捨て置かれてしまう様子が描かれていた。
なお、2015年のゲーム版ではホープという名の娘が登場しており、ミス・ギディの夫はジョーのバイカーギャングに殺されたと示されている。
エース（The Ace）
演 - ジョン・イルズ
ウォー・ボーイズのチャント係で、ウォー・リグ”精鋭”護送チームの伝令を担当する。右首筋部分に無数の瘤があり、黒色ゴーグル着用し、M79 Grenade Launcherで武装している。
モーゾフ（Morsov）
演 - クリス・パッテン
ウォー・ボーイズの1人。ウォー・リグが牽引する燃料ポッド上の捕鯨銃を受け持つ。戦闘中に負傷し、儀式を済ませた後、両手に撃雷槍を構え盗賊団バザードが乗るバギーカーに跳躍特攻し、自爆する。
最高司令官（The Prime Imperator）
演 - リチャード・ノートン
ジョー側近で、追跡の際にはギガホース後部席に搭乗し、フュリオサの行く手を阻み、戦うことになる。
ミルキング・マザー（Milking Mother）
演 - エリザベス・クーニコ、その他
計6名からなる豊満な女性達。シタデル主要取引物資である搾乳器によるマザーズ・ミルクを提供。

### 他の勢力・団体
人食い男爵（The People Eater）
演 - ジョン・ハワード
ガスタウンを治めているイモータン・ジョーの仲間。禿頭で象足病のような疾病を患っている太った男。タキシードをまとい金属製擬鼻を付け、股間にはガスマスクを装着している。胸部分を丸く切り取り、露出した両乳首のピアスを鎖で繋いでおり、乳首を弄ぶ癖がある。メルセデス・ベンツの車体を用いた改造タンカートレーラー助手席に搭乗し、モーゼルC96を所持している。フレイマーズ、ポール・キャッツで構成された部隊、ガスタウンボーイズを従える。ワイヴズには「ケチくさい」と評されており、劇中ではジョーに対して追跡に費やした人材や資源を計上し、損害に言及している。
前日譚コミック『Mad Max Fury Road Nux and Immortan Joe』によると、ウェイストランドにて、かつてのM.F.P.隊員達によって処刑として虐殺された一団の生存者で、隊員らによる虐殺から免れようとした時、ジョー・ムーア大佐（イモータン・ジョー）達と出会う。遭遇時には単に「太った男」と呼ばれている。ジョーに殺されかけるが、帯水層がある岩山の砦の知識と場所の情報と引き換えに助命され、案内役として仲間に加わり、ジョーが岩山の砦を陥落させた後、ジョーからガスタウンを任されていた。また『Mad Max Fury Road Mad Max #1』ではガスタウンにあるサンダードームと呼ばれる闘技場の試合を、特等席から観戦している姿が描かれている。
ザ・シネマ吹替版では役名が人肉喰らいに改められている。
武器将軍（The Bullet Farmer）
演 - リチャード・カーター
イモータン・ジョーの仲間で、武器、弾薬の製造を行っているバレット・ファームの領主。「正義の番人」を自称する。頭部を含め、全身に弾帯を纏い、差し歯の代わりに銃弾を歯茎にインプラントしている。ザ・ピースメーカーと呼ばれる無限軌道の車両に乗り、MP5K-PDW、UMP9、G3A4、G36C、UZI、デリンジャー銃、コルト・シングル・アクション・アーミー（ロングバレルモデル）などで重武装する。霧の中、単身で将軍を迎え撃ちに行ったマックスが弾倉と弾帯、銃数丁を手土産に帰還しており、マックスによって倒されたものと思われるが、直接的な最期は描かれていない。
前日譚コミック『Mad Max Fury Road Nux and Immortan Joe』では、本名カラシニコフ少佐という名の元軍人で、かつて石油戦争と水戦争の時にジョー・ムーア大佐（イモータン・ジョー）の部下で、ジョーが率いた暴走集団「ディープドッグ」の右腕としての部下でもあった。ジョーが岩山の砦を陥落させた後、武器工場のバレット・ファームの管理を任された。
ザ・シネマ吹替版では役名が弾丸農家に改められている。
鉄馬の女たち（The Vuvalini）
女性7人編成のバイクチーム。元「緑の地」出身者で構成されており、単発式散弾銃やエンフィールド パターン1853、リパブリックアームズ・マスラー12、ウィンチェスターM1892で武装し、シタデル東に位置する砂漠をテリトリーとする。
バルキリー（The Valkyrie）
演 - ミーガン・ゲイル
鉄塔の人身御供を装った囮罠係。長髪長身の均整の取れた肢体で、ロッシーM92 .357 レバーアクションライフルを持つ中年女性戦士でチームリーダー”戦の女神”。かつての「緑の地」住人であったマリー・ジョ・バサの娘の顔と名前を記憶していた。ウォー・リグを追走する車両を排除する 殿（）役。
種を持つ老婆（Keeper of the Seeds）
演 - メリッサ・ジャファー
オートバイに乗る女性の一団「鉄馬の女たち」の老女。フュリオサたちが目指す「緑の地」の現状を告げる。昔のチーム一員であったマリー・ジョ・バサと顔見知り。手提げ鞄の中に獣の頭骨を用いた小さな鉢植えと果物や花の種子を所持しており、陽の落ちた砂漠でダグに披露する。Pennsylvania Rifle - .40 caliber所持。
マーディ（Maadi）（※クレジット無し）他4名（※役名無し）
マーディは殿を請け負うバルキリーをオートバイ後部座席に乗せ、タンデム走行で疾駆。他は燧発式長銃等で武装する。
他、演 - メリタ・ジュリシック、ギリアン・ジョーンズ、ジョイ・スミザース、アントワネット・ケラーマン、クリスチーナ・コーク

イワオニ族（The Rock Riders）
渓谷を根城とし、コマンドLDPと導火線付き手投げナパーム弾で武装している約10数名から成る暴走モトクロスチーム。事前にテリトリーの通行に際しての交渉としてガソリンを取引にしていたが、ウォー・リグの追手の数が予定していた数台では無かった事から交渉決裂し、マックスとフュリオサたちを襲う。
リフトの番人（The Rock Rider Chief）
演 - スティーブン・ダンリービー
「ロック・ライダー（The Rock Rider、イワオニ族）」のチーフで、外部勢力との取引の主任である。Kommando LDP短機関銃を所持している。
バザード（The Buzzards）
ウォー・ボーイズ達を襲ったロシア系の盗賊一味で、名称は「猛禽」を意味する。彼らは皮膚欠損の病気を持ち、顔や体など全身を襤褸布で巻いており、車体全体にトゲ状の金属片をあしらったバギーカーのプリマス・ロックなどの車両に乗っているが、砂漠でウォー・ボーイズ達を襲った際には、車両に対する理念の相違から破壊されてしまう。
前日譚コミック『Mad Max Fury Road Mad Max #1、#2』では、バザードのリーダーは二人の兄弟で、刃物が付いたプロテクトアーマーを装着しており、1人はガス・タウンのサンダードームでの闘いでマックスに殺される。残ったリーダーは部下を連れマックスの隠れ場所を襲撃、マックスを地面に縛り付け左足の太股にナイフを刺し放置、灼熱の砂漠の中でマックスを死に至らしめようとした。そして修理中のインターセプターを奪い去る。
バザードは荒地に住む「最小公分母」と見なされており、廃墟都市サンケン・シティを根城にしている。彼らには妻子もおり、サンケン・シティの廃墟の地下駐車場に居住し、誘拐や車両や鉄くずなどの物品窃盗をして暮らしている。作中ではグローリーという少女を誘拐し、マックスがグローリーを救ってインターセプターを奪還して逃げると、追跡するがサンケン・シティから逃がしてしまう。しかし、生き残ったリーダーは、レッカー車両で追いかけ、グローリーと彼女の母親を殺したことで、マックスの怒りに火を付け追い詰められ死んだ。
また2015年のゲーム版にもバザードが登場する。日本語字幕版では「ヤマアラシ」と表記されている。
クロウズ（The Crows）
奇妙な竹馬に乗った集団で”カラス”とも呼ばれる。フュリオサの故郷「緑の地」に入植していた。「緑の地」の土地が汚染され、「鉄馬の女たち」が出て行った後、入植した。汚染されて有毒化している土と水溜りを避けるために特殊な竹馬に乗って歩行する。
惨めな人達（The Wretched）
良い生活と水を求めて「シタデル」に旅をしてやって来た人々。「シタデル」の水源や食料など全てをジョーに掌握され、隷奴下に置かれる。前日譚コミック『Mad Max Fury Road Nux and Immortan Joe』では、シタデルに辿り着いた人達は、周辺にテントを張って、飢えと病気で苦しみながら生活していた。また『Mad Max Fury Road Mad Max #1』でのヒストリーマンによると、ジョーの死後、「シタデル」の住民達は彼らに平等に水を提供し、彼らが住んでいた砦の下部に小さな町を造っている。

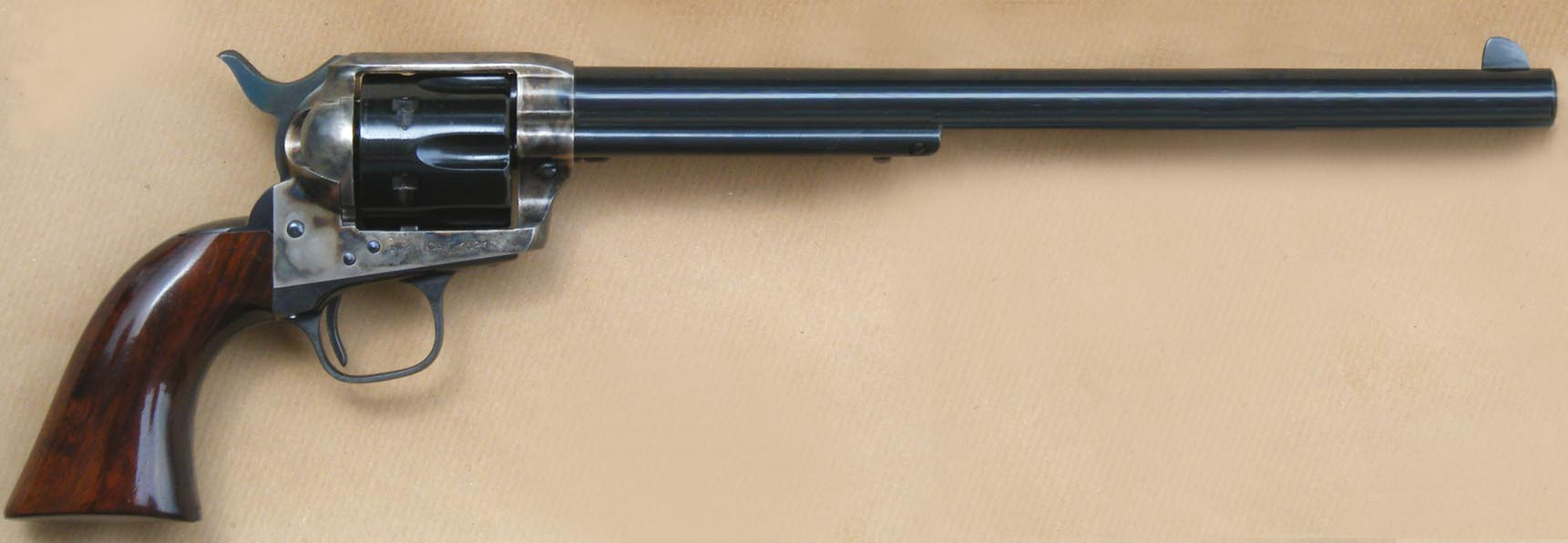
コルト・バントラインスペシャル
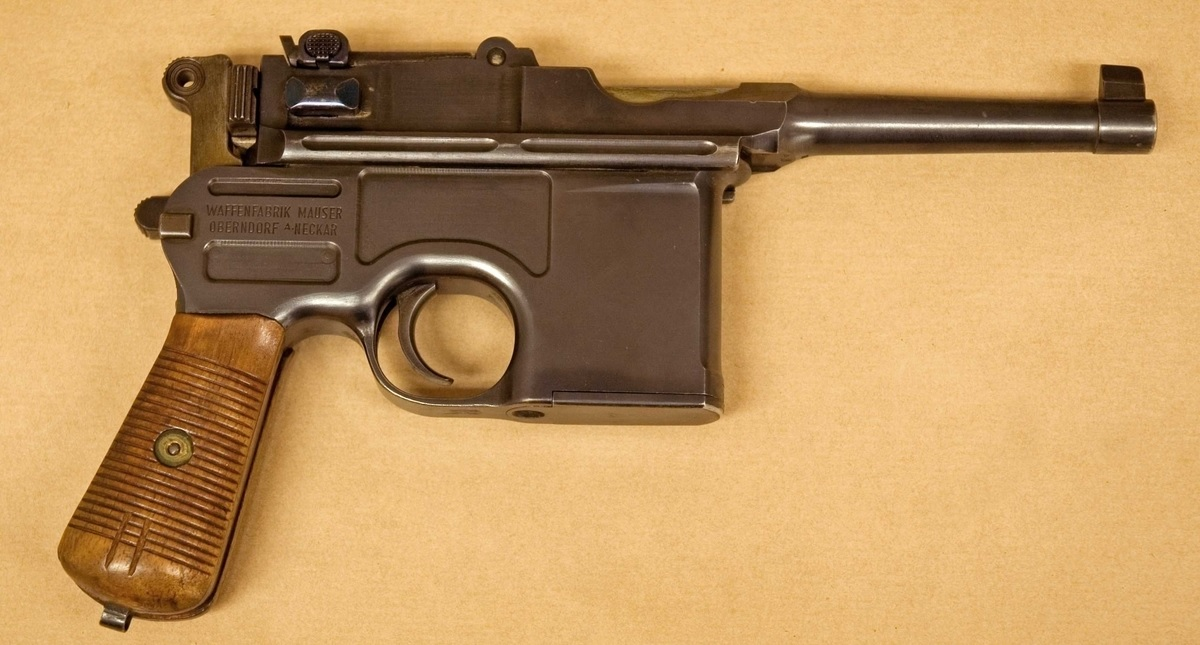
モーゼルC96
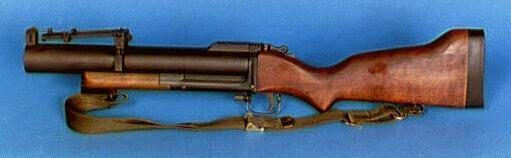
M79 グレネードランチャー
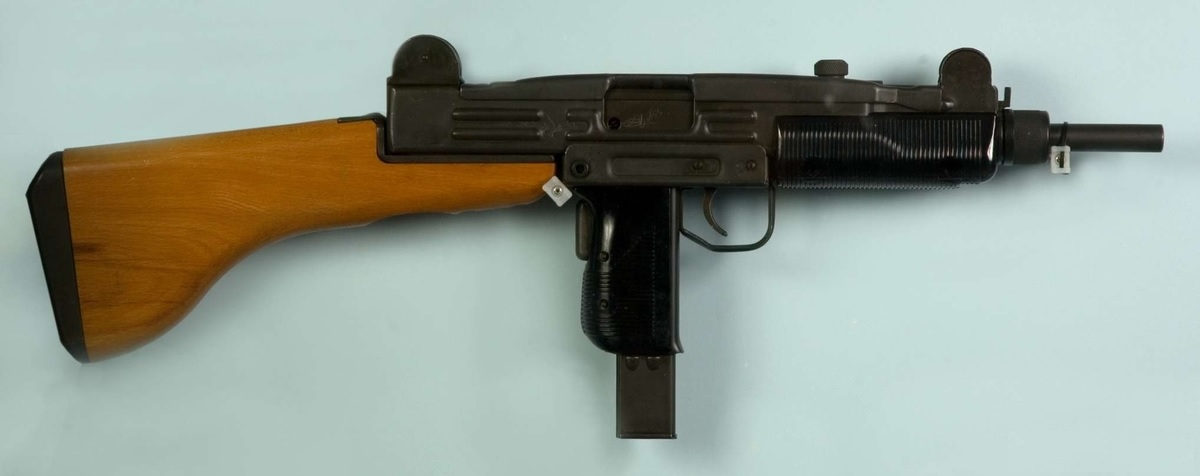
IMI UZI
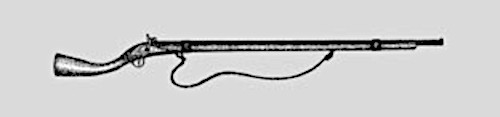
Jezail Musket

### その他
グローリー・ザ・チャイルド（Glory the Child）
演 - ココ・ジャック・ギリース
黒髪碧眼の幼い少女。マックスを案じて、居場所を問う声や、憤怒の表情で警告・非難する亡霊の姿でマックスの譫妄に現れる。
マックスとの因縁については前日譚コミック『Mad Max Fury Road Mad Max #2』の「#グローリー」参照。
前日譚コミックほか、2015年のゲーム版でも登場。
非難する死者（The Accusing Dead）
演 - クルーソー・クルドダル / シェリダン・トンガ
マックスのフラッシュバックに一瞬登場したアボリジニの男性と、もう1人の女性で、強い語気でマックスを非難する。

## 用語
シタデル（CITADEL）
ウェイストランドの大地に聳える3峰並んだ岩山の砦。岩山各峰の間は架線や架橋で繋がり往来が可能で、頂上に耕作地や無数のクレーン、内部は掘削により居住部屋、整備室、檻が吊り下がる採血区画、搾乳器を設置した展望部屋、温室、シタデル紋章を祀る祭壇などが設けられており、僅かながら一部区画で電力も供給、岩山の地下には潤沢な地下水脈があり、汲み上げ機械と出水パイプを備える。人力による踏車を用いた動力で昇降機を動かし、シタデルを住処にするジョー一族と、その養子らが住まい、砦の下ではジョーが供給する僅かばかりの水に縋る痩せ細った群衆や、病気や障害を患う者たちが身を寄せ合い、屯している。アクア・コーラ（Aqua Cola）と呼ぶ地下水と、用済みの子産み女から搾乳した母乳であるマザーズミルク（Mother's Milk）を他の人間居住区との物資取引用の出荷品としている。
前日譚コミック『Mad Max Fury Road Nux and Immortan Joe』によると、より良い生活を求めてウェイストランドを彷徨っていた旅人らの安全地帯として人々が集まり「荒野の拠り所」として定住していたが、新旧占領者によって隷従させられ、「惨めな」環境に追いやられる。『Mad Max Fury Road Mad Max #1』ではジョーの死後、ジョーのシタデル紋章は壊され、水も平等に提供され、砦の下部に住んでいた「惨めな」住民達が自由に取引したり、砦の上部に自由に行き来できるエレベーターが取り付けられ、レンガ造りの家々が立ち並ぶ、小さな町が砦の下部に造られていた事が示されていた。
ウォー・ボーイズ（WAR BOYS）
イモータン・ジョーの私設軍隊で、ジョーの養子たちで構成され、シタデルに住処している。子供たちは「ウォー・パプス（War Pups）」と呼ばれる戦士見習いである。身体を環境汚染に蝕まれており、寿命も通常の半分ほどしかない。頭髪が無く、全身白塗りで成人のほとんどが逞しい身体を持ち、各人スカリフィケーションで、車の部品の紋様を施している。ジョーを神格化し、スカルとV8を奉り、両手の指を交差させ、V8エンジンを模した合掌を掲げ「V-Eight」を唱和する。イモータン・ジョーが唱える教義により、名誉の戦死を遂げることで魂が英雄の館（Walhalla）に招かれて転生することができると信じさせられているため、死を厭わない好戦的な集団となっている。一方で所謂「無駄死に」は推奨されていない様子で、仲間同士の連携をきちんと取って相互に助け合いながら戦闘を行う場面も多々見られる。死を賭す時には、口元に銀色のスプレーを噴き付けるという儀式を行う。主な武器は激雷を先端に取り付けた槍の「サンダースティック（Thunderstick）」他、弩弓などを携え武装する。実態は戦争用の捨て駒であり消耗品であるが、延命のための輸血用の人間を調達するなど、戦力として保持するための対策は行われている。教義を盲信し、戦闘や車両整備の腕に長けているが、他の知識や語彙に乏しい。
ウォー・ボーイズの上に、ジョーの側近や各部署の任務に付く大隊長Imperatorや司令官がおり、白塗りにせず地肌のままである。
ドーフ・ウォリアー（Doof Warrior）
軍楽隊および陣太鼓のような役目を担う。ジョー出陣時にドラムとマッシブ・スピーカーを搭載した車両「ドーフ・ワゴン」で出動し、ジョー搭乗車両の後部に位置し演奏しながら行軍する。

ガスタウン（Gas Town）
設定では、放置された石油精製所の周りの平地に造られ、周囲は金属の塀に囲まれた要塞都市で、人食い男爵の管理下にある。石油掘採と車両などの機械類の製造・修理などで栄えている。シタデルの南部の地平線の彼方にあり、無数の煙突から黒煙を棚引かせている。前日譚コミック『Mad Max Fury Road Mad Max #1』と2015年のゲーム版ではガスタウンに『マッドマックス/サンダードーム』のバータータウンにある闘技場サンダードームに基づいた、サンダードームと呼ばれる闘技場が存在する。
ガスタウンボーイズ（Gas Town Boys）
人食い男爵配下のガスタウン戦闘チームで、ポール・キャッツ（Polecats）と呼ばれ、固定錘に振り棒を取り付けた揺動器を車両に設置し、空中から襲撃し、武器として索具、電動枝刈り機、弩級、鉈、を持つ部隊と、フレイマーズ（Flamers）という火炎放射で攻撃する部隊などで構成されている。

バレット・ファーム（Bullet Farm）
武器や弾薬の工場で、武器将軍が管理している。
バッドランズ（The Badlands）
ウェイストランドの荒地にある砂漠化した悪地一帯。ロック・ライダーズとも呼ばれるイワオニ族が支配している渓谷のほか、前日譚コミック『Mad Max Fury Road Mad Max #2』では砂漠に埋もれ、廃墟化したビル群などの建物が残るサンケンシティ（The Sunken City）と呼ばれる廃墟都市がある。サンケンシティにはバザードと呼ばれるロシア語を話す盗賊一味が支配しており、デパートの地下駐車場を住居として生活している。なおサンケンシティには砂に埋もれたオペラハウスが描かれている。
渓谷（Canyon）
イワオニ族が根城にしている、バッドランズにある山岳地帯の渓谷。分解され朽ちた車両が散乱する。
湿原（The Bog）
四輪駆動車すら擱座する泥濘の湿原地帯。
不気味な地（The Creepy Place）
かつての「緑の地」。濃霧が立ち込め酸性土壌汚染により草木は枯れ、カラスが飛び交う不毛の地。外部からやってきた「クロウズ」という者らが住む地になっている。
緑の地（The Green Place of Many Mothers）
シタデルの東方向の遠方に存在していた集落で、元は鉄馬の女たちがテリトリーとしていた。ジョー一味の襲撃を受けた後も存続していたが、酸性土壌汚染の進行により作物が育たず放棄された。かつての住民はさらに東の砂漠地帯へと移動し細々と生きながらえている。

## 登場する主な乗り物
車両の多くは2001年にピーター・パウンドが『マッドマックス4』制作の企画を進めていたケネディ・ミラーのために描いたコンセプトアートによる設定が元になっている。ブレンダン・マッカーシーやマーク・セクストンがデザインしたコンセプトアートが雛形になっており各車両は搭乗者の暗喩（=分身）という設定。撮影に使われた車両は計140台強、出演車両全てが何らかの改造を施され、オフロード仕様となっている。
イモータン・ジョー率いる一団が使用する車両の多くは、荒地で手に入れた車両を砦に運搬して地下施設にある大量のスクラップ部品で整備やハイブリッドによる改造などの手を加えて再利用しているという設定である。ジョーが唱える教義上からシタデル整備車両はドクロの装飾を施し、V8エンジンを搭載。
フォード・ファルコンXB・GTクーペ 1973（V8・インターセプター）（INTERCEPTOR）
マックスが乗るフォード・ファルコンをベースにした黒色の車体とV8エンジンを搭載したFRカスタム車”迎撃機”。ウォー・ボーイズに襲われ破壊される。
その後、シタデルへ運搬。車体は砦内部の整備区画で板金整備され銀色に塗装、後部に機関銃と手動落下式の有刺具、過給器のスプロケットとプーリーの増設、オフロードタイヤ装着の修理と改造を施された。マックス搭乗時は黒い排気煙を出してしたが整備後は排気口からアフターファイアを噴出させ疾走する。
前日譚コミック『Mad Max Fury Road Mad Max #1』では『マッドマックス2』で破壊されたインターセプターの残骸から再び作り直そうと、マックスは『マッドマックス/サンダードーム』の物語冒頭で部品集めの旅をしていた事が示されていた。映画の物語前にガスタウンのサンダードームと呼ばれる闘技場で、最後の修理に必要な伝説のV8エンジンを得る為、マックスは闘いに参加していた。また、インターセプターを作り直している時、マックスは代替として三輪トラックに乗っていた。『Mad Max Fury Road Mad Max #2』ではバザードに奪われてフェンダーの左右の部分に何本かのトゲを付けられ、バザード仕様に改造させられそうになったが、マックスがインターセプターを奪還した後、トゲ部分は取り外した。
ウォー・リグ（THE WAR RIG）
イモータン・ジョーの追手から逃げるため、フュリオサがワイヴスらを匿い運転。タトラ製のタンカートレーラーT815にシボレー・フリートラインの車体をマウントしている。別名”ウォー・タンク”。ニトロブースター付き水冷V8エンジン2基搭載、2000馬力6輪駆動、上下可動のカウキャッチャーとワイヤーウィンチを装備している。全3両編成で、積み荷は清涼水（アクア・コーラ）、母乳（マザーズ・ミルク）、農作物（の収納庫にワイブス）、3000ガロンのガソリンである。ガス・タウンと呼ばれるジョー支配の町で製造され、ジョー達の車両だったが、フュリオサが逃亡のために奪った。強奪を防ぐためフュリオサの手で特定の手順を踏まないとエンジンが始動しない仕組みに改造されている。運転席にはグロック17、タウルスPT92AF、ルガーP08などの小火器を搭載している。1999年にトニー・ライトが車両のコンセプト・アートを描き、2001年にピーター・パウンドが描いたコンセプトアートをほぼそのまま使っている。
ギガホース（THE GIGAHORSE）
イモータン・ジョーが搭乗する”ステロイド駆動キャデラック”。GM社1959年型キャデラック・ドゥビルの車体を上下二段に重ねた四輪駆動Bigfootモンスタートラック。車体前部にリッパーブレード、車高約4メートル、防弾フロントガラス、ダブル・ワイド・ホイール、goodyear66インチ デューリー・リアタイヤ換装、コントロールボックスを装備。シボレー502Cid・V8スーパーチャージャー・ターボ400改エンジン2基及びインタークーラー搭載、車重10.5トン、1200馬力、最高速度95km/h、ダッシュ・ボードに無数の車両ネームプレートとエンブレムで装飾。あらゆる部分がダブルとなっているのは、この荒廃した世界においてイモータン・ジョーだけが二つ同じものを所有できるという象徴である。2001年にピーター・パウンドが描いたコンセプトアートを元にしている。
ニュークス・カー（ウォーモンガー・モービル）（THE NUX CAR）
ニュークスが運転する1934年型シボレー・5ウィンドウ・クーペ、ホット・ロッド改造車両。ナイトラス・オキサイド・システム付き"ビッグ・ブロック"V8エンジンにスーパーチャージャーとターボチャージャー搭載。車体の前に人を縛り付けるための十字棒があり、マックスが縛り付けられていた。フルアクセルで左右計8本の排気口からアフターファイアーを噴き出し抜群の加速性能で先陣を走る。2001年にピーター・パウンドが描いたコンセプトアートを元にしている。車内は運転席一つの他、可燃燃料容器を複数搭載し、ブレーキペダルに”NUX”の3文字、ダッシュボードにはカラスの頭骨のボビングヘッド仕様の玩具が誂えられている。
ビッグフット（THE BIG FOOT）
リクタス・エレクタスが後部席に乗る1940年代のファーゴトラックのモンスタートラック。ピーター・パウンドが描いたコンセプトアートを元にしているが車体が違う。後部荷台に炸薬式捕鯨銃と火炎放射器を設置して武装しており、547 chevrolet V8スーパーチャージャー・ターボ400エンジン搭載、terra66インチトラックタイヤを装着する。
ドーフ・ワゴン（Doof Wagon）
MANの軍用トラックLKW 15 t mil gl KAT I A1 (8x8)を改造。車重15トン、スーパーチャージャー付きV8エンジンを搭載。役目としては演奏で戦いを士気高揚、鼓舞する者らが乗車。後部席に4人編成で太鼓を叩くドレッドヘアのドーフ・ウォリアー、車体上に据えられたフロントグリル・ステージではコーマ _ ドーフ・ウォーリアーというギター奏者を伸縮紐で吊し火炎放射器付きエレキギターを掻き鳴らす。舞台に無数のボックス、ラウド、ホーンスピーカー、サブウーファー、フット・ライトを設置し重低音を戦場に轟かせる。2001年にピーター・パウンドが描いたコンセプトアートを元にしているが少し異なる。メイキング映像では本編同様、実際にギターの音が出せる設備となっている。他、破れ傘の日除け。
クランキー・フランク（CRANKY FRANK）
ホールデン50-2106クーペユーティリティを使ったラットロッド。
4作目に登場する車両としてV8インターセプターと共にABCテレビで公開され、紹介された。元はオーストラリアの農場主により遊びでラットロッドとして改造したのを、ジョージ・ミラーが映画で使う為に買い取り、そのまま映画で使われた。
バザードの車両
ロシア系の盗賊「バザード」で、全体にトゲある車両に乗っており、プリマス・ロックと呼ばれるバギーカーやエキスカベータと呼ばれるショベルやアームが付いた車両などの車両が登場している。
前日譚コミック『Mad Max Fury Road Mad Max #1、#2』ではバザードのリーダーが乗るトゲがあるレッカー車両が登場し、2台のプリマス・ロックを引き連れ、マックスが修理していたインターセプターがあるマックス隠れ場所を襲撃した。その際、マックスが代替として乗っていた三輪トラックをぶつけて破壊させた。そして、修理中のインターセプターをレッカー車両で吊り上げ、奪い去って行った。バザードのアジトである廃墟都市サンケンシティの地下駐車場に車両を保管しており、奪ったマックスのインターセプターもそこで保管と修理し、トゲを付けたバザード仕様に改造しようとしていた。
プリマス・ロック（バザード）（PLYMOUTH ROCK）
ロシア系の盗賊「バザード」が乗っていた、1932年型プリマスのセダンを使った、車体全体にトゲがあるバギーカー。2001年にピーター・パウンドが描いたコンセプトアートを元にしている。
ブレンダン・マッカーシーによると、トゲがある車両の外観はオーストラリア映画『キラーカーズ/パリを食べた車』に登場する車体全体にトゲがあるフォルクスワーゲン・ビートルに触発されたオマージュで、この作品からミラー監督も影響受けた事を認めており、後のミラー作品に起用されるブルース・スペンス（チャーリー）、メリッサ・ジェファー（ベス）が出演している。
バザード #4（BUZZAD #4）
エキスカベータ（EXCAVATOR）
電動ダブルバズソー・アーム付き、油圧式掘削機搭載トラック。
FDK
フォルクスワーゲン・ビートルを使った車両、2連マシンガン設置。
TWO TRUCK #1
Mack Trucks社マックRシリーズを使ったトラック。『マッドマックス2』でも登場。
リムジン（The People Eater's Limousine）
人食い男爵が搭乗。AM General社M814軍用貨物トラックにメルセデス・ベンツ・W123 Lang（リムジン）の車体をマウント。全3両編成、後部の可燃物を積載したタンク部分が引火、火炎を噴射しながら走行する。ルーフにRPD軽機関銃を装備。アクセル・パッドにはコインを貼り付けた「$」マークがあしらわれている。
ザ・ピースメーカー（THE PEACEMAKER）
武器将軍が搭乗。リップ・ソー軽戦車を使った車両本体に1970年型クライスラー・ヴァリアントの車体を据え置いた”執成者”、1000馬力。車両本体に投光器、平射（カノン）砲を装備。
プラウボーイ（THE PLOUGHBOY）
ホールデン・EHワゴンを使った改造車両。
バルク
ダッジ（DODGE）
バギー #9（BUGGY #9）
豪州製「Perentti」を用いた改造車両。
エルビス（ELVIS）
1932年型フォード・デュース・クーペを使った改造車両。
プリンス・バリアント（PRINCE VALIANT）
クライスラー・ヴァリアント・チャージャーを使った改造車両。
ファイアカー #4（FIRECAR #4）
ホールデン・HZユートを使った改造車両。「ノット・ザ・キングスウッド」とも呼ばれる。
ロック・ライダーのオートバイ
ヤマハの改造モトクロスオートバイ。
鉄馬の女たちのオートバイ
BMW・R1100GS（1995年型）、BMW・R100（1976年型）、ヤマハ・XT660、ヤマハ・R-1、ホンダ・GL1200、ロイヤルエンフィールドなどの改造オートバイ。各車両はヒルクライムおよび砂漠仕様、ボディにキルト生地や燃料タンクに花の紋様、羽毛などで装飾している。

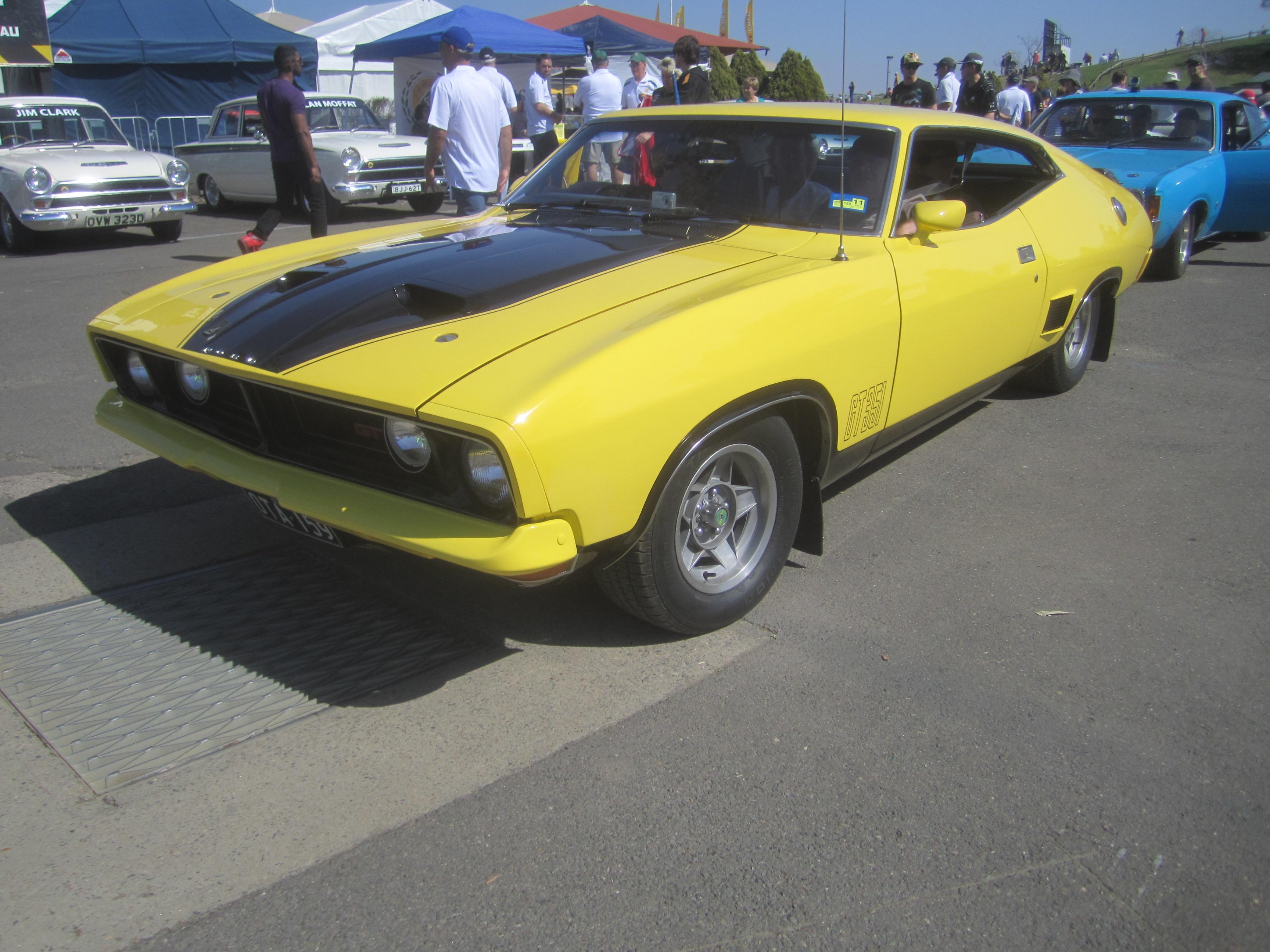
1973 Ford XB Falcon GT
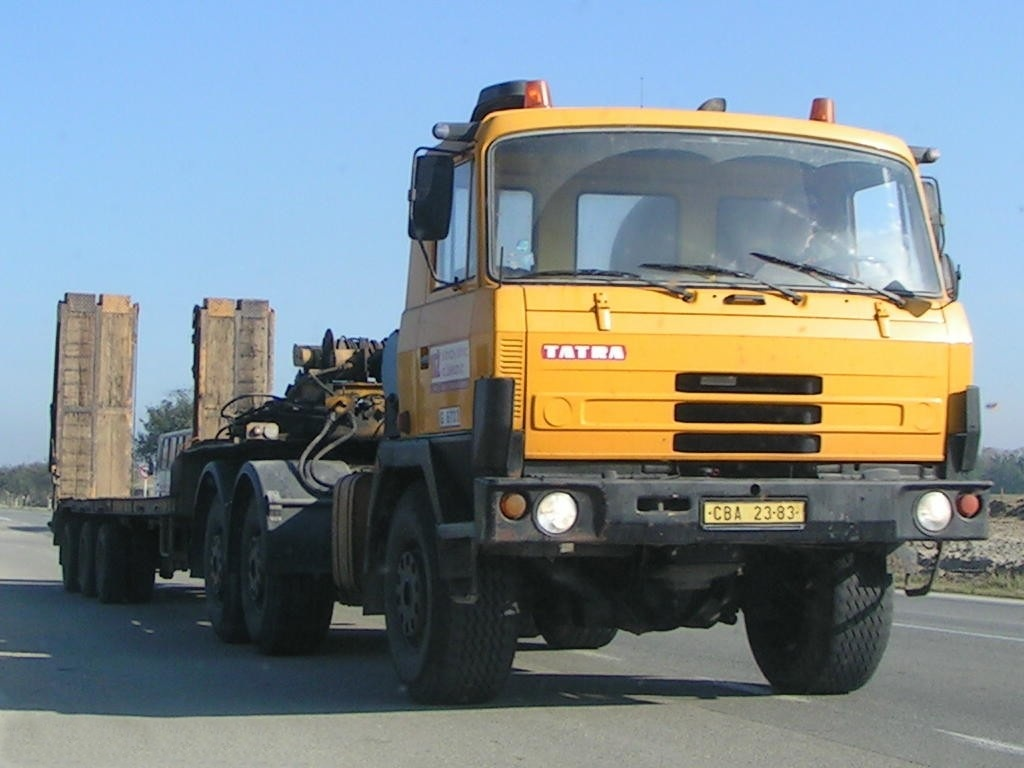
Tatra 815
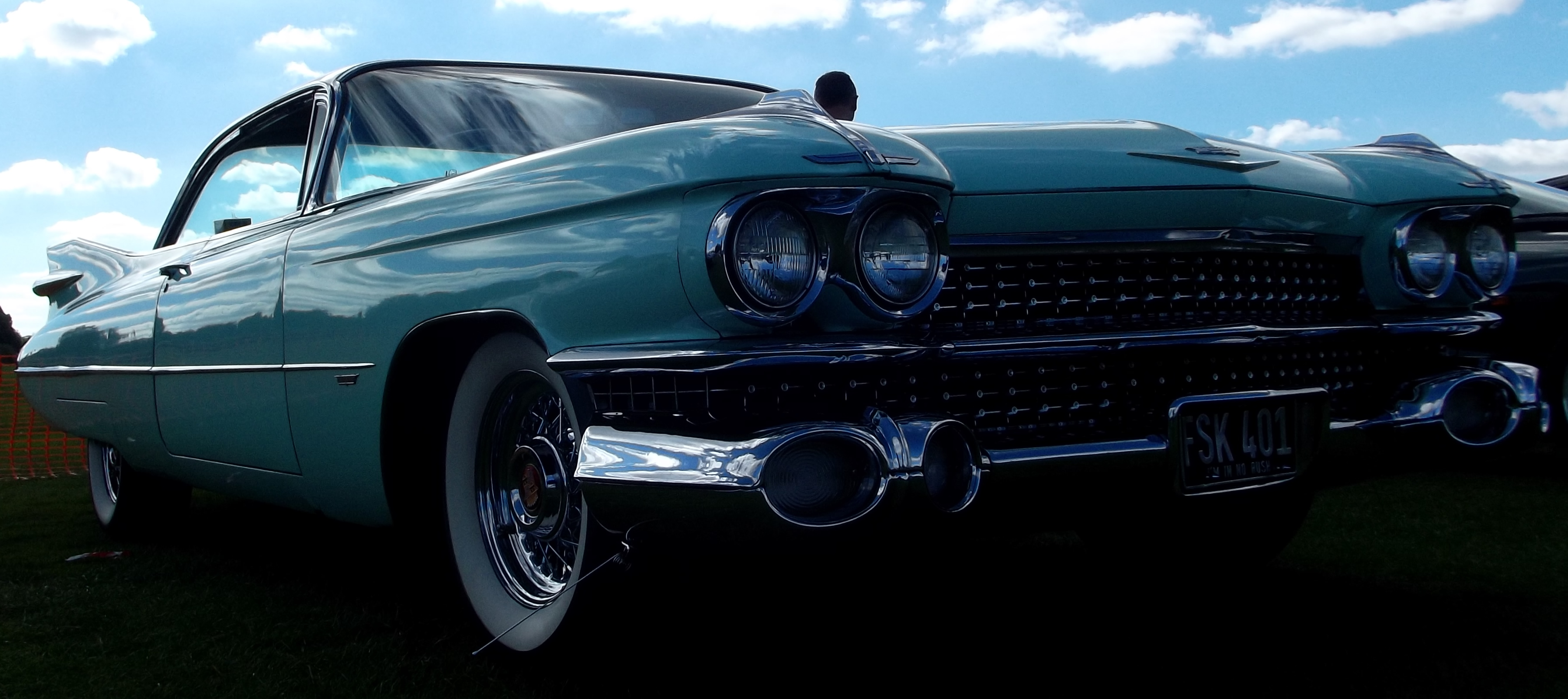
1959 Caddilac De Ville
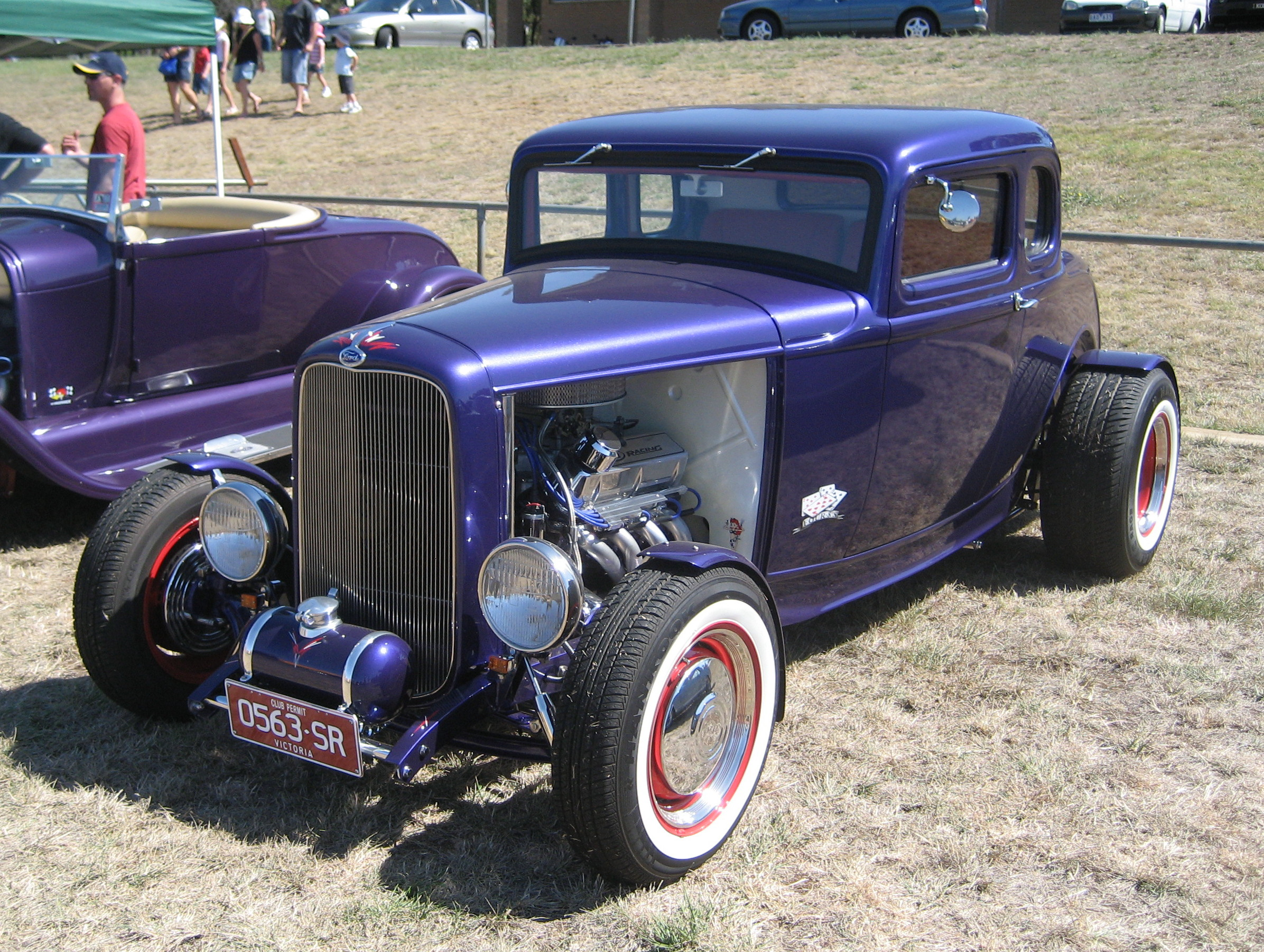
1932 Ford 5 Window Coupe Hot Rod
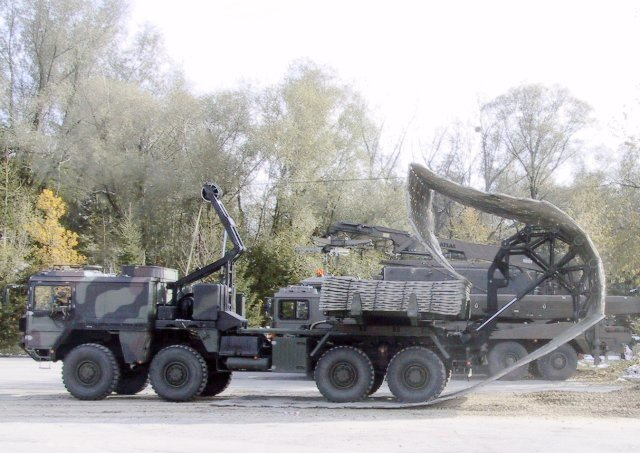
LKW 15 t mil gl KAT I A1 (8×8)
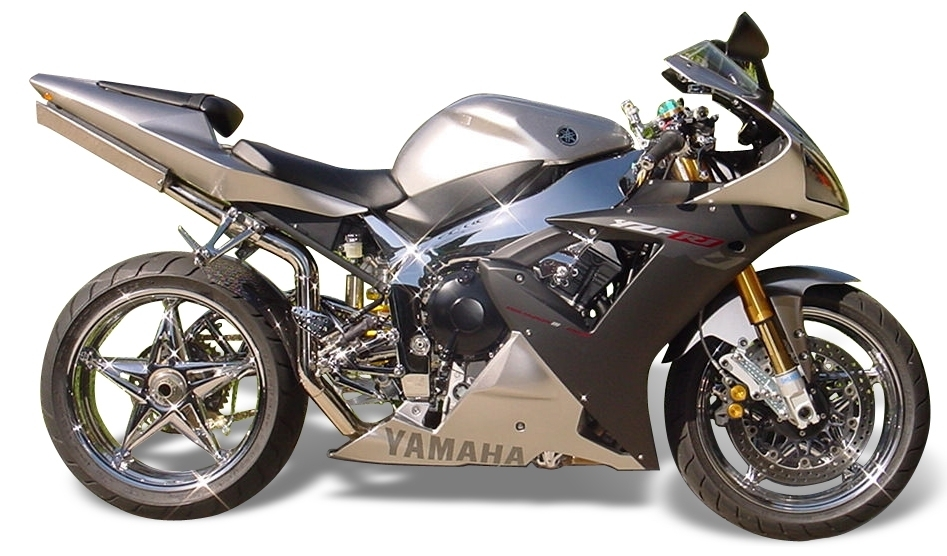
Yamaha R1

## 製作

### 企画
1998年8月にジョージ・ミラーがロサンゼルスの交差点で歩いていたときに第4弾のアイデアを思いつく。一年後、ミラーはロサンゼルスからオーストラリアへの移動中に、アイデアを統合、整理し、物語の構想を「暴力的略奪者が石油や他の資源を巡って争うのではなく、人間を巡り争う」ものとした。

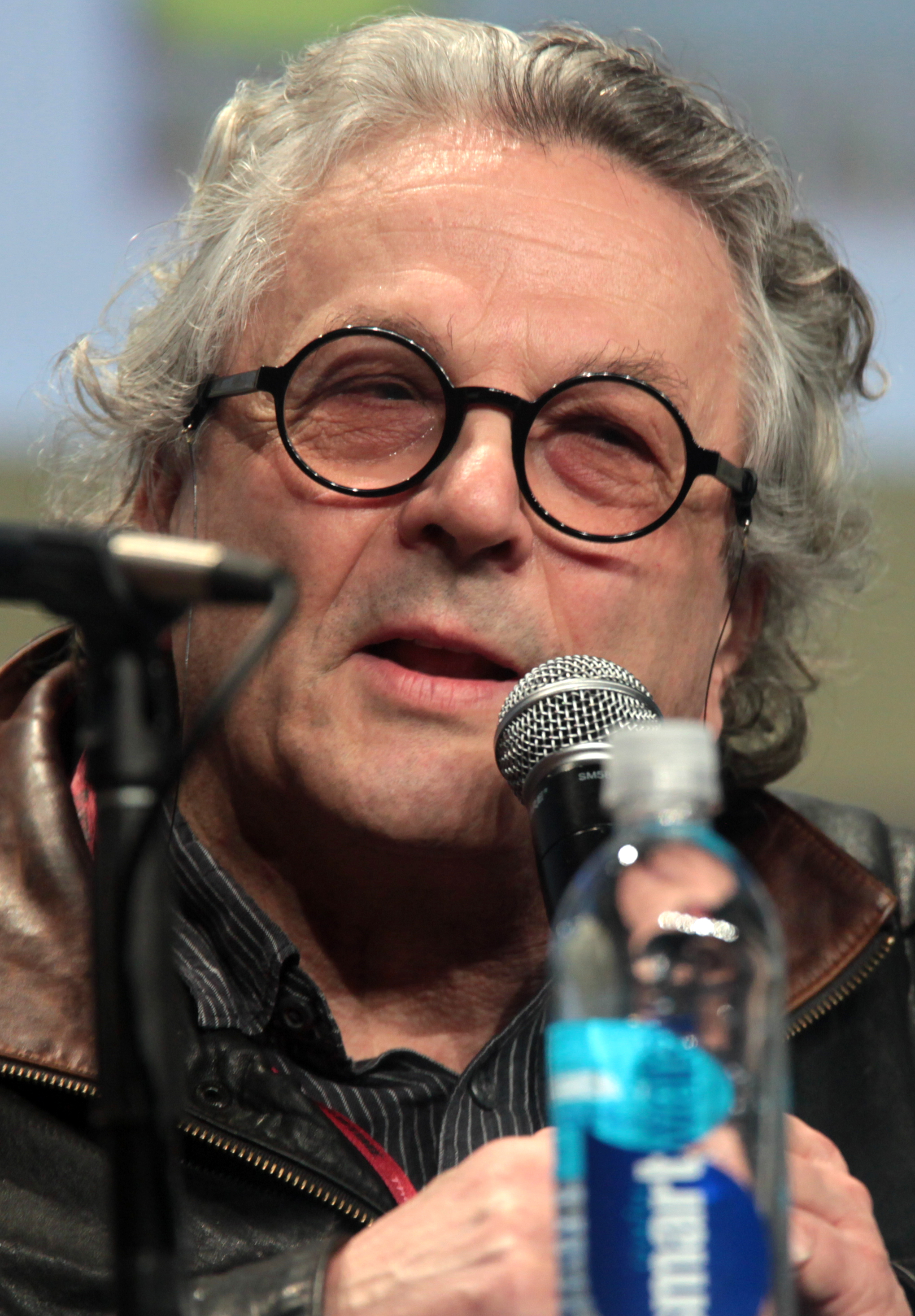
ジョージ・ミラー監督

撮影は20世紀フォックスを通じて、2001年に撮影するように設定されたが、同年9月11日の同時多発テロのために延期。ミラーは「米ドルは暴落してしまって予算が膨れあがった。しかたなくすぐとりかかれる『ハッピーフィート』を先に製作しなければならなくなった」とコメント。この段階では以前の3つの映画で主演したメル・ギブソンが変わらず主役を演じる予定だった。ミラーは若い年齢のままのマックスを望んでいたがキャスティングを巡る論争を終わらせた。またミラーは2001年にイギリスのコミック作家で数々の映画の脚本やデザインも手がけるブレンダン・マッカーシーに共同で『マッドマックス4』のデザイン設計などをしたいと依頼しており、ミラーとマッカーシーは2003年までの約2年の歳月をかけて、『マッドマックス4』の為の多くの乗り物などのデザインを共同で設計している。
2003年、ミラーは『マッドマックス』シリーズの4作目を制作する事を発表、脚本もすでにできあがっていた。ワーナー・ブラザースからオーストラリアでの撮影におよそ1億ドルの予算の許可が与えられたが、5月にアフリカのナミビアにあるナミブ砂漠で撮影し、2005年頃の公開を目指していた。準備はすでに出来ていたが、イラク戦争による世界情勢の不安により、映画で使われる多くの巨大な乗り物や撮影機材などを運ぶのに、アメリカや各国が出荷制限の強化などを行ったため、撮影延長を余儀なくされた。またオーストラリアドルの価格の上昇によるオーストラリア経済の不安定も増し、映画の製作費の調達が困難になっていた。その結果、撮影延長のみならず、映画制作そのものが難しくなってしまった。
また『マッドマックス』シリーズの主人公マックスを演じるメル・ギブソンも当初は出演に興味を持っていたが、度重なる撮影延期により次第に興味を失っていった。なお、2003年当時の『マッドマックス4』初期の制作企画段階では、ヒース・レジャーが、メル・ギブソン演じるマックスの意志を受け継ぐ「息子」の新マックス役でのメル・ギブソンとの共演予定であった。ミラー監督も2014年に2008年に亡くなったヒース・レジャーを主役に、メル・ギブソンとの共演の『マッドマックス4』製作の可能性があった事を認めていた。その他にも友人のメル・ギブソンの出演を条件にしていたロバート・ダウニー・Jrも『マッドマックス4』の出演の話が持ち上がっていた。
『マッドマックス4』製作中止の間にミラーはCGアニメ、『ハッピー フィート2 踊るペンギンレスキュー隊』の製作に専念する。2006年11月に『ハッピーフィート2』公開のインタビューで、ミラーは『マッドマックス4』の撮影は諦めていないとし、『マッドマックス4』の出演に興味を無くしたメル・ギブソンの代役を見つけて撮影したいと語った。
2007年3月17日にミラーは「2007 Aurora film maker initiative」で改めて『マッドマックス4』の製作に意欲を示した。世界情勢やオーストラリアドルによる経済が安定して来たためである。2008年には実写映画のほかゲームとアニメの企画が平行して進行していた。ゲームはマックスの前日譚、アニメはフュリオサの前日譚であったがアニメの企画は許可が下りずお蔵入りとなった。2009年3月5日には『マッドマックス4』の製作に当たり、3Dアニメ化も模索していることが報道され、2010年7月にミラーは3Dカメラを開発して撮影すると、3D映画化の可能性を指摘している。しかし、予算面から2012年6月に3D撮影はしないとし、2Dで撮影して3Dに変換するとした。
2009年10月24日にミラーは2011年初頭までオーストラリアのブロークンヒルで『マッドマックス4』の撮影を行うと発表。29日にはヒース・レジャーが2003年の企画で演じる予定であった、主役の新しいマックス役をトム・ハーディと交渉中と報告され、さらにシャーリーズ・セロンとも交渉し、彼女は映画でマックス役のトム・ハーディと共に大きな役割を果たすだろうと報告された。プロットでは『マッドマックス/サンダードーム』の後の話になる見込みだが、シャーリーズ・セロンは単なる続編では無く再起動（リブート）の新しいマッドマックス映画になると語っている。『マッドマックス2』の要素があるリブート作品ともなっている。ジョージ・ミラー監督によるとスクリプトはキャンセルとなった、2001年 - 2003年の『マッドマックス4』製作企画の時の内容とほとんど変わらないという。5人の妻役にもロージー・ハンティントン＝ホワイトリー、ゾーイ・クラヴィッツ、アデレイド・クレメンス、ライリー・キーオ、アビー・リー（テリーサ・パーマーの都合により）が決まった（なおアデレイド・クレメンスは2011年までに降板、代わってコートニー・イートンが起用された）。
またミラーは2010年7月に『マッドマックス4』制作と同時進行される形で、5作目の『マッドマックス: ザ・ウェイストランド（Mad Max: The Wasteland）』の製作も企画される予定で、さらに6作目の企画予定もあり、『マッドマックス4』の製作を切っ掛けに全3部作の製作企画予定があるという。

### 撮影
前2作の撮影監督ディーン・セムラーが本作の準備期間の終わり近くに映画製作から離れたため、既に引退していたジョン・シールが抜擢された。シールにとって、これは初のデジタル撮影作品となった。彼は6台のARRI ALEXA Plusと4台のALEXA Mをメインで使用し、そしてアクションシーンでクラッシュカムとして多数のキヤノンEOS 5DとオリンパスPEN E-P5を使用した。キヤノンのカメラはシンプルな民生品だったため、壊れてもスタッフが地元の店ですぐ新しいものを調達できた。ミラーは迅速な編集スタイルを希望しており、シールに対しては観客が各ショットの重要な点を探さなくてすむよう、それをフレームの中央に配するように求めた。
2011年11月10日に、撮影地のブロークンヒルの荒野が大雨による影響で緑化し花咲く草原になって しまい撮影出来なくなったため、初期製作計画で撮影地の候補として名前のあがっていたナミビアのドロブ国立公園等で撮影する事になった。いくつかのシーンは南アフリカのケープタウンにあるケープタウン・フィルム・スタジオでも撮影された。2012年7月から12月上旬まで撮影され、無事クランクアップ。しかし2013年9月、本作はシタデルでのオープニングとエンディングシーンの再撮影を行うことが発表された。再撮影は2013年11月22日にシドニー西部のポッツヒルとペンリスレイクスで続けられ、2013年12月にフォックススタジオ・オーストラリアで終了した。2014年公開予定とされていたが、これらの遅れから2015年5月15日に公開となった。
ミラーは、劇作家のイヴ・エンスラーを撮影現場のアドバイザーとして招いた。脚本の深さとフェミニスト的なテーマに感銘を受けた彼女はナミビアに1週間滞在し、出演者たちに女性に対する暴力に関する助言を行うなどの役割を担った。
ミラーによれば、この映画の9割は操演で撮影されている。ドーフ・ワゴンもドーフ・ウォリアーのギターも完全に機能するものでああり、ギターが火を噴くシーンにもCGは使われていない。セカンドユニットの監督でスタントコーディネーターのガイ・ノリスは150人以上のスタントを率い、その中にはシルク・ドゥ・ソレイユのパフォーマーも含まれている。

### 編集
ミラーは、この映画を他のアクション映画から際立たせることができるだろうということで妻のマーガレット・シクセルを編集に起用した。彼女が編集した映像は480時間におよび、一通り観るだけで3ヶ月かかったという。120分間の本作には約2,700カットが含まれており、1分間あたり22.5カットというのは『マッドマックス2』（1分間あたり13.33カット）より多い。
撮影監督のシールによれば、本作の5割から6割は（通常のフレームレートである）秒間24フレームになっていないという。「なぜなら、ジョージはショットの中で何が起こっているのか分かりにくければ、分かるようになるまでスローダウンさせるからです......。また、あまりにも分かり易すぎる場合は、ショットを短くしたり、24フレームに戻すためにスピードを上げたりしました。あの映画のすべてのショットに対する彼のやり方は強烈です。」。ワシントン・ポスト紙は、フレームレートが変わることで「漫画のようにぎこちない」印象を与えていると指摘している。
サウンドデザイナーのマーク・マンジーニは、ウォー・リグを『白鯨』の寓意として捉え、イモータン・ジョーがエイハブ船長に相当すると述べている。そのため、リグのトラックの機械音に鯨の鳴き声を重ねて動物らしさを出し、戦車に銛を突き刺してミルクを噴射する場面では、鯨の吹き溜まりからの呼吸音を取り入れた。最後のウォー・リグの破壊では、生物としてのトラックの死を象徴するために、熊のうなり声をスローにした音が使われた。
ミラーは契約上、本作をPG-13で提供する義務を負っていたが、ワーナー・ブラザースは、スタジオ版とミラー版の2種類のバージョンでテスト上映を行うことに決めた。結果としてミラー版はスタジオ版よりも良かったため、ワーナー・ブラザースは、本作をR指定でリリースすることに決定した。
ミラーは当初、この映画を3Dで撮影することを計画していたが、予算の問題と、3Dカメラが砂漠の厳しい撮影条件と大規模なスタントに耐えられるかという懸念から、この構想は破棄され、代わりに編集段階で3Dに変換されることになった。

### エピソード
- ゾーイ・クラヴィッツが演じる「トースト」の役名は、慈善団体「フレンチ・トースト&ハグス（French Toast & Hugs）」のトーストの名から因んで名付けられている。ナミビアで撮影していた時、同団体がナミビアで主催する、チャリティーイベント「トースト&ハグス・フェスティバル（Toast and Hugs Festival）」が行われた。同団体の代表・主催者が映画の撮影にも参加していた事もあり、出演者や撮影クルー達もその関係から、そのチャリティーイベントに参加している。その時ゾーイ・クラヴィッツは同団体の主催者とも話しており、後に彼女はミラー監督に頼んで自分の役名をトーストにしてもらったという。
- 映画専門のアニマルトレーナーのキルスティン・フェッダーセンによると、映画撮影で使うオーストラリアン・キャトル・ドッグという犬を訓練するためにジョージ・ミラー監督に雇われたという。この犬種は『マッドマックス2』にもマックスの相棒として登場した犬でもある。映画で雇われたフェッダーセンによるとトム・ハーディ演じるマックスのフラッシュバックのシーンで登場させるために、グリーンバック撮影でその犬を訓練した[45]。フェッダーセンは以前にもミラー監督の『ベイブ/都会へ行く』の撮影でも雇われ、チンパンジーとオランウータンを訓練しており、今作でミラー監督との2度目の仕事である。この犬の登場シーンは劇場版ではカットされ、登場しなかった。ただし、2015年のゲーム版で犬が登場している。
- 約480時間以上の場面を撮影したが、最終的な編集により、幾つかの場面はカットとなり、120分の劇場上映で決まった。またミラー監督は短いモノクロ映像によるサイレントバージョンも撮っている。なお、Blu-ray版が発売されたら、劇場でカットされた、5つの小さなシーンやモノクロのサイレントバージョンなどが含まれるという。
- ポール・キャッツによる襲撃撮影は安全性を考えて停車状態での撮影予定だったが、ミラーが現場に到着するとポール・キャッツ役のスタントマンらが実際に走行しながら空中を往来しているのを見て走行での撮影に切り替えた。役者と絡む撮影部分は当然ながら安全を確保し停車した状態での撮影で、危険を伴う撮影場面はダブル（替え玉）で撮影されている。
- 元々ミラーは日本のアニメーター前田真宏と「マッドマックス」のアニメを作りたいと考えていたが、予定が遅れたりワーナー側の体制が変わったりして実現に至らなかったため、今回彼をデザイナーとして起用した[46]。前田の設定ではフュリオサは赤毛だったが、セロンの提案により頭を丸刈りにした[47]。

## スタッフ
- 監督 - ジョージ・ミラー
- 製作 - ジョージ・ミラー、ダグ・ミッチェル、P・J・ヴォーテン
- 製作総指揮 - イアイン・スミス、グレアム・パーク、ブルース・バーマン
- 脚本 - ジョージ・ミラー、ブレンダン・マッカーシー、ニコ・ラサウリス
- 撮影 - ジョン・シール
- 録音 - クリス・ジェンキンス、グレッグ・ルドロフ、ベン・オズモ
- 編集 - マーガレット・シクセル
- 音楽 - ジャンキーXL
- 美術 - コリン・ギブソン
- 衣裳 - ジェニー・ビーヴァン
- 視覚効果 - アンドリュー・ジャクソン
- サウンドデザイナー - マーク・マンジーニ、デヴィッド・ホワイト
- 日本語字幕 - アンゼたかし
- 日本版エンディングソング - 「Out of Control」（MAN WITH A MISSION×Zebrahead）

## 日本語吹替
| 役名                                                                      | 俳優                                   | 日本語吹替                                                                                             | 日本語吹替                                          |
| 役名                                                                      | 俳優                                   | 劇場公開版                                                                                             | ザ・シネマ版                                        |
| ------------------------------------------------------------------------- | -------------------------------------- | --- | --------------------------------------------------- |
| マックス                                                                  | トム・ハーディ                         | AKIRA                                                                                                  | 宮内敦士                                            |
| フュリオサ大隊長（劇場公開版） インペラートル・フュリオサ（ザ・シネマ版） | シャーリーズ・セロン                   | 本田貴子                                                                                               | 本田貴子                                            |
| ニュークス                                                                | ニコラス・ホルト                       | 中村悠一                                                                                               | 榎木淳弥                                            |
| イモータン・ジョー                                                        | ヒュー・キース・バーン                 | 竹内力                                                                                                 | 安原義人                                            |
| スプレンディド                                                            | ロージー・ハンティントン＝ホワイトリー | たかはし智秋                                                                                           | 大地葉                                              |
| ケイパブル                                                                | ライリー・キーオ                       | 植竹香菜                                                                                               | 伊瀬茉莉也                                          |
| トースト                                                                  | ゾーイ・クラヴィッツ                   | 田村睦心                                                                                               | 弘松芹香                                            |
| ダグ                                                                      | アビー・リー                           | 大津愛理                                                                                               | 木村珠莉                                            |
| フラジール                                                                | コートニー・イートン                   | 潘めぐみ                                                                                               | 本泉莉奈                                            |
| リクタス・エレクタス                                                      | ネイサン・ジョーンズ                   | 真壁刀義                                                                                               | 田中英樹                                            |
| 人食い男爵（劇場公開版） 人肉喰らい（ザ・シネマ版）                       | ジョン・ハワード                       | 後藤哲夫                                                                                               | 斎藤志郎                                            |
| 武器将軍（劇場公開版） 弾丸農家（ザ・シネマ版）                           | リチャード・カーター                   | 千葉繁                                                                                                 | 千葉繁                                              |
| スリット                                                                  | ジョシュ・ヘルマン                     | 奈良徹                                                                                                 | 佐藤せつじ                                          |
| コーパス・コロッサス                                                      | クウェンティン・ケニハン               | 斎藤志郎                                                                                               | 落合弘治                                            |
| オーガニック・メカニック                                                  | アンガス・サンプソン                   | 飯島肇                                                                                                 | 吉田勝哉                                            |
| ミス・ギディ（ばあや）                                                    | ジェニファー・ヘイガン                 | 沢田敏子                                                                                               | 山口礼子                                            |
| バルキリー                                                                | ミーガン・ゲイル                       | 加藤有生子                                                                                             | よのひかり                                          |
| メリッサ（種を持つ老婆）                                                  | メリッサ・ジャファー                   | 巴菁子                                                                                                 | 伊沢磨紀                                            |
| ギリアン                                                                  | ギリアン・ジョーンズ                   | 藤生聖子                                                                                               | 勝平ともこ                                          |
| メリタ                                                                    | メリタ・ジュリシック                   | 片貝薫                                                                                                 | 八百屋杏                                            |
| ジョイ                                                                    | ジョイ・スミザース                     | 入江純                                                                                                 | ニケライ・ファラナーゼ                              |
| アントワネット                                                            | アントワネット・ケラーマン             | 磯辺万沙子                                                                                             | 藤原大智                                            |
| マディ                                                                    | クリスチーナ・コーク                   | 岡田恵                                                                                                 |                                                     |
| エース                                                                    | ジョン・イルズ                         | 落合弘治                                                                                               | 勝杏里                                              |
| モーゾフ                                                                  | クリス・パッテン                       | 河本邦弘                                                                                               | 越後屋コースケ                                      |
| ラント                                                                    |                                        | 河本啓佑                                                                                               | 福西勝也                                            |
| イワオニ酋長                                                              | スティーブン・ダンレビー               | 島田岳洋                                                                                               | 武田太一                                            |
| ラジオの声                                                                |                                        | 横山太一                                                                                               |                                                     |
| その他                                                                    | N/A                                    | 間宮康弘 浅科准平 佐藤友啓 祐仙勇 手塚ヒロミチ 野川雅史 奥村翔 中島ヨシキ 布施川一寛 古川裕隆 島田岳洋 | 伊原正明 田所陽向 内野孝聡 山橋正臣 松田裕市 羽鳥佑 |
|                                                                           |                                        | |                                                     |
| 演出                                                                      |                                        | 羽田野千賀子                                                                                           | 木村絵理子                                          |
| 翻訳                                                                      |                                        | アンゼたかし                                                                                           | 小寺陽子                                            |
| プロデューサー                                                            |                                        | 松崎忍 品川直子 宮本龍也                                                                               | 飯森盛良                                            |
| 制作担当                                                                  |                                        | 田中洋平                                                                                               | 和田美緒 邑中藍子                                   |
| 制作                                                                      |                                        | HALF H・P STUDIO アバコクリエイティブスタジオ                                                          | 東北新社                                            |
| 初回放送                                                                  |                                        | 2020年9月12日 『土曜プレミアム』 21:00-23:10                                                           | 2019年7月27日 12:30-14:45 ノーカット放送            |

- ザ・シネマ版に関しては2021年10月1日以降、権利上の都合により使用不可能となっており、事実上の封印扱いとなったため、「吹替の力」シリーズにおけるソフト化もされなかった[53][54]。また、2022年10月3日、東北新社が保有しているザ・シネマの全株式をノジマ傘下の同業会社であるAXNに売却したこともあり[55][56]、現在使用可能な日本語吹替は、劇場公開版のみとなっている。

## 作品の評価

### 映画批評家によるレビュー
本作は批評家から非常に高い評価を受けた。映画批評集積サイトのRotten Tomatoesには343件のレビューがあり、批評家支持率は97%、平均点は10点満点で8.6点となっている。サイト側による批評家の意見の要約は「エネルギッシュなアクションと驚くほど重厚なストーリーがある。『マッドマックス 怒りのデス・ロード』はジョージ・ミラー監督のマッドマックスシリーズに目覚ましいほどの生命力の咆哮をもたらした」となっている。また、Metacriticには51件のレビューがあり、加重平均値は90/100となっている。なお、本作のCinemaScoreはB+となっている。
最終的に58人の批評家から2015年の年間1位に選ばれた。この選出数は年間作品の中で最多である。
映画監督のクエンティン・タランティーノは、本作を2015年のベスト映画に挙げている。
映画監督のジョン・ウォーターズが2015年の映画ベスト10で本作を第5位に挙げている。
映画批評家のトッド・マッカーシーは、本作を2015年の映画ベスト10で第7位に挙げている。
雑誌『キネマ旬報』2015年度外国映画部門ベスト・テン第1位、外国映画監督賞（ジョージ・ミラー）、読者選出外国映画ベスト・テン第3位。
『映画秘宝』2015年度ベスト選出第1位。

### 受賞歴
| 年   | 映画賞                                    | 賞                                       | 結果       | 出典          |
| ---- | ----------------------------------------- | ---------------------------------------- | ---------- | ------------- |
| 2015 | 国際映画批評家連盟賞                      | グランプリ                               | 受賞       | [ 64 ]        |
| 2015 | ナショナル・ボード・オブ・レビュー賞 2015 | 作品賞                                   | 受賞       | [ 65 ]        |
| 2015 | 第4回ボストン・オンライン映画批評家協会賞 | 作品トップ10                             | 1位        |               |
| 2015 | 第4回ボストン・オンライン映画批評家協会賞 | 監督賞                                   | 受賞       |               |
| 2015 | 第4回ボストン・オンライン映画批評家協会賞 | 撮影賞                                   | 受賞       |               |
| 2015 | 第4回ボストン・オンライン映画批評家協会賞 | 編集賞                                   | 受賞       |               |
| 2015 | 第4回ボストン・オンライン映画批評家協会賞 | 作曲賞                                   | 受賞       |               |
| 2015 | 第36回ボストン映画批評家協会賞            | 編集賞                                   | 受賞       | [ 66 ]        |
| 2015 | 第41回ロサンゼルス映画批評家協会賞        | 監督賞                                   | 受賞       | [ 67 ]        |
| 2015 | 第41回ロサンゼルス映画批評家協会賞        | 撮影賞                                   | 受賞       | [ 67 ]        |
| 2015 | 第41回ロサンゼルス映画批評家協会賞        | 美術賞                                   | 受賞       | [ 67 ]        |
| 2015 | 第41回ロサンゼルス映画批評家協会賞        | 作品賞                                   | 次点       | [ 67 ]        |
| 2015 | 第41回ロサンゼルス映画批評家協会賞        | 編集賞                                   | 次点       | [ 67 ]        |
| 2015 | 第19回オンライン映画批評家協会賞          | 作品賞                                   | 受賞       | [ 68 ]        |
| 2015 | 第19回オンライン映画批評家協会賞          | 監督賞                                   | 受賞       | [ 68 ]        |
| 2015 | 第19回オンライン映画批評家協会賞          | 撮影賞                                   | 受賞       | [ 68 ]        |
| 2015 | 第19回オンライン映画批評家協会賞          | 編集賞                                   | 受賞       | [ 68 ]        |
| 2015 | 第19回オンライン映画批評家協会賞          | 主演女優賞                               | ノミネート | [ 68 ]        |
| 2015 | 第19回トロント映画批評家協会賞            | 作品賞                                   | 次点       | [ 69 ]        |
| 2015 | 第19回トロント映画批評家協会賞            | 監督賞                                   | 次点       | [ 69 ]        |
| 2015 | AFIアワード 2015                          | 映画部門                                 | 受賞       | [ 70 ]        |
| 2015 | 第89回キネマ旬報ベスト・テン              | 外国映画ベスト・テン                     | 1位        | [ 71 ] [ 72 ] |
| 2015 | 第89回キネマ旬報ベスト・テン              | 外国映画監督賞                           | 受賞       | [ 71 ] [ 72 ] |
| 2016 | 第50回全米映画批評家協会賞                | 作品賞                                   | 3位        | [ 73 ]        |
| 2016 | 第50回全米映画批評家協会賞                | 撮影賞                                   | 3位        | [ 73 ]        |
| 2016 | 第73回ゴールデングローブ賞                | 作品賞（ドラマ部門）                     | ノミネート | [ 74 ]        |
| 2016 | 第73回ゴールデングローブ賞                | 監督賞                                   | ノミネート | [ 74 ]        |
| 2016 | 第21回クリティクス・チョイス・アワード    | 監督賞                                   | 受賞       | [ 75 ] [ 76 ] |
| 2016 | 第21回クリティクス・チョイス・アワード    | 美術賞                                   | 受賞       | [ 75 ] [ 76 ] |
| 2016 | 第21回クリティクス・チョイス・アワード    | 編集賞                                   | 受賞       | [ 75 ] [ 76 ] |
| 2016 | 第21回クリティクス・チョイス・アワード    | 衣装デザイン賞                           | 受賞       | [ 75 ] [ 76 ] |
| 2016 | 第21回クリティクス・チョイス・アワード    | メイクアップ＆ヘアスタイリング賞         | 受賞       | [ 75 ] [ 76 ] |
| 2016 | 第21回クリティクス・チョイス・アワード    | 視覚効果賞                               | 受賞       | [ 75 ] [ 76 ] |
| 2016 | 第21回クリティクス・チョイス・アワード    | アクション映画賞                         | 受賞       | [ 75 ] [ 76 ] |
| 2016 | 第21回クリティクス・チョイス・アワード    | アクション映画主演男優賞                 | 受賞       | [ 75 ] [ 76 ] |
| 2016 | 第21回クリティクス・チョイス・アワード    | アクション映画主演女優賞                 | 受賞       | [ 75 ] [ 76 ] |
| 2016 | 第21回クリティクス・チョイス・アワード    | 作品賞                                   | ノミネート | [ 75 ] [ 76 ] |
| 2016 | 第21回クリティクス・チョイス・アワード    | 主演女優賞                               | ノミネート | [ 75 ] [ 76 ] |
| 2016 | 第36回ロンドン映画批評家協会賞            | 作品賞                                   | 受賞       | [ 77 ]        |
| 2016 | 第36回ロンドン映画批評家協会賞            | 監督賞                                   | 受賞       | [ 77 ]        |
| 2016 | 第36回ロンドン映画批評家協会賞            | 英国／アイルランド男優賞                 | 受賞       | [ 77 ]        |
| 2016 | 第25回東京スポーツ映画大賞                | 外国作品賞                               | 受賞       | [ 78 ]        |
| 2016 | 第58回ブルーリボン賞                      | 外国作品賞                               | 受賞       | [ 79 ]        |
| 2016 | 第22回全米映画俳優組合賞                  | スタント・アンサンブル賞                 | 受賞       | [ 80 ]        |
| 2016 | 第69回英国アカデミー賞                    | 衣装デザイン賞                           | 受賞       | [ 81 ]        |
| 2016 | 第69回英国アカデミー賞                    | 編集賞                                   | 受賞       | [ 81 ]        |
| 2016 | 第69回英国アカデミー賞                    | メイクアップ＆ヘアスタイリング賞         | 受賞       | [ 81 ]        |
| 2016 | 第69回英国アカデミー賞                    | 美術賞                                   | 受賞       | [ 81 ]        |
| 2016 | 米メイク&ヘアスタイリスト組合賞           | 長編映画部門 時代劇/キャラクターメイク賞 | 受賞       | [ 82 ]        |
| 2016 | 米メイク&ヘアスタイリスト組合賞           | 長編映画部門 特殊メイク効果賞            | 受賞       | [ 82 ]        |
| 2016 | 第66回アメリカ映画編集者協会 エディ賞     | 長編映画編集賞 (ドラマ部門)              | 受賞       | [ 83 ] [ 84 ] |
| 2016 | 第88回アカデミー賞                        | 衣装デザイン賞                           | 受賞       | [ 85 ] [ 86 ] |
| 2016 | 第88回アカデミー賞                        | 美術賞                                   | 受賞       | [ 85 ] [ 86 ] |
| 2016 | 第88回アカデミー賞                        | メイクアップ&ヘアスタイリング賞          | 受賞       | [ 85 ] [ 86 ] |
| 2016 | 第88回アカデミー賞                        | 編集賞                                   | 受賞       | [ 85 ] [ 86 ] |
| 2016 | 第88回アカデミー賞                        | 音響編集賞                               | 受賞       | [ 85 ] [ 86 ] |
| 2016 | 第88回アカデミー賞                        | 録音賞                                   | 受賞       | [ 85 ] [ 86 ] |
| 2016 | 第88回アカデミー賞                        | 撮影賞                                   | ノミネート | [ 85 ] [ 86 ] |
| 2016 | 第88回アカデミー賞                        | 視覚効果賞                               | ノミネート | [ 85 ] [ 86 ] |
| 2016 | 第88回アカデミー賞                        | 監督賞                                   | ノミネート | [ 85 ] [ 86 ] |
| 2016 | 第88回アカデミー賞                        | 作品賞                                   | ノミネート | [ 85 ] [ 86 ] |
| 2016 | 第63回ゴールデン・リール賞                | 映画（英語）音響効果部門                 | 受賞       | [ 87 ]        |
| 2016 | 第39回日本アカデミー賞                    | 最優秀外国作品賞                         | ノミネート | [ 88 ]        |
| 2016 | 第21回エンパイア賞                        | 衣装デザイン賞                           | 受賞       | [ 89 ]        |
| 2016 | 第21回エンパイア賞                        | 美術賞                                   | 受賞       | [ 89 ]        |
| 2016 | 第21回エンパイア賞                        | メイクアップ&ヘアスタイリング賞          | 受賞       | [ 89 ]        |
| 2016 | 第21回エンパイア賞                        | サウンドトラック賞                       | 受賞       | [ 89 ]        |
| 2016 | 第21回エンパイア賞                        | 作品賞                                   | ノミネート | [ 89 ]        |
| 2016 | 第21回エンパイア賞                        | 監督賞                                   | ノミネート | [ 89 ]        |
| 2016 | 第21回エンパイア賞                        | 男優賞                                   | ノミネート | [ 89 ]        |
| 2016 | 第21回エンパイア賞                        | 女優賞                                   | ノミネート | [ 89 ]        |
| 2016 | 第21回エンパイア賞                        | 視覚効果賞                               | ノミネート | [ 89 ]        |
| 2016 | 第21回エンパイア賞                        | SF/ファンタジー作品賞                    | ノミネート | [ 89 ]        |
| 2016 | MTVムービー・アワード 2016                | 最優秀女優賞                             | 受賞       | [ 90 ]        |
| 2016 | MTVムービー・アワード 2016                | 最優秀ファイト賞                         | ノミネート | [ 90 ]        |
| 2016 | MTVムービー・アワード 2016                | 最優秀ヒーロー賞                         | ノミネート | [ 90 ]        |
| 2016 | MTVムービー・アワード 2016                | 最優秀悪役賞                             | ノミネート | [ 90 ]        |
| 2016 | 第42回サターン賞                          | 主演女優賞                               | 受賞       | [ 91 ]        |
| 2016 | 第42回サターン賞                          | SF映画賞                                 | ノミネート | [ 91 ]        |
| 2016 | 第42回サターン賞                          | 監督賞                                   | ノミネート | [ 91 ]        |
| 2016 | 第42回サターン賞                          | 脚本賞                                   | ノミネート | [ 91 ]        |
| 2016 | 第42回サターン賞                          | 音楽賞                                   | ノミネート | [ 91 ]        |
| 2016 | 第42回サターン賞                          | 編集賞                                   | ノミネート | [ 91 ]        |
| 2016 | 第42回サターン賞                          | 美術賞                                   | ノミネート | [ 91 ]        |
| 2016 | 第42回サターン賞                          | メイクアップ賞                           | ノミネート | [ 91 ]        |
| 2016 | 第42回サターン賞                          | 特殊効果賞                               | ノミネート | [ 91 ]        |

## 関連商品

### コミック
2015年5月 - 8月にかけてDCコミックスから映画本編の前日譚にあたる全4冊のコミックが発売される。（日本語翻訳版はGraffica Novelsから2015年12月10日に発売される。）ジョージ・ミラー、ニコ・ラサウリス、マーク・セクストンの共同により書かれ、カバーはトミー・リー・エドワーズが担当し、絵はコミック作家リッカルド・ベルキエリ、レアンドロ・フェルナンデス、トリスタン・ジョンズやマーク・セクストンが担当で、描かれたものになっており、ジョージ・ミラーによると、映画本作を広げた拡張世界の内容になっているという。それとは別にまず、5月16日には65人のアーティストたちによる本作品をテーマに描いたイラスト集 『Mad Max : Fury Road : Inspired Artists』が発売され、5月20日にコミック第1弾が発売された。
『Mad Max Fury Road Nux and Immortan Joe #1』
映画の物語から、何年か後の未来。シタデルのバイオドームで、体中に砦の歴史の入墨を彫られた語り手、ヒストリーマンがたくさんの子供たちにニュークス、イモータン・ジョー、フュリオサ、マックスの物語を語るかたちで始まる。まず最初に語るのはイモータン・ジョーの武装集団「ウォー・ボーイズ」のひとり、ニュークスの生い立ち。両親が世界の終末による混沌と病気の影響で死んだ後、ニュークスは「ウォーパプス」として幼少期にジョーの砦にある「ブラック・サム（Black Thumb）」で、メカニックとしてジョーに育てられる。続いて石油戦争と水戦争の英雄だったジョー・ムーア大佐が、壊滅した世界で、カラシニコフ少佐（後の武器将軍）ら元軍人らを集め、オートバイに乗った凶悪な暴走族「ディープドッグ」を結成し、勢力を拡大して行く。特殊警察「M.F.P.」の虐殺から唯一逃れた太った男（後の人食い男爵）と遭遇し、「シタデル」と呼ばれる水源がある巨大な岩山の砦の事を知ると、ジョーは自らの野望の為に「シタデル」に向かった。「シタデル」を支配していた無法者達を倒し、無法者から「シタデル」の民衆達を解放させると、自らの砦として発展させ、イモータン・ジョーという名の暴君的な司令官となって行く物語。
『Mad Max Fury Road Furiosa #1』
イモータン・ジョーの砦には、外界の有害な環境から隔絶、保護されたきれいな空気と水がある特別な区画である「バイオドーム」があり、そこにはジョーの5人の妻たちが監禁されていた。大隊長の階級を得ていたフュリオサは気性が荒いエレクトスから5人の妻たちを守るようジョーに命令される。ある夜、フュリオサは妊娠しているスプレンディドが自ら堕胎を試みているのを発見し止めさせる。5人の妻たちが贅沢な環境を甘受しないことにフュリオサは激高するが、次第に5人の妻と距離を縮め、自分の過去を5人の妻に打ち明ける。数週間後、フュリオサは5人の妻を連れて砦から逃げ、フュリオサの故郷である「緑の地」を目指し逃亡しようとする。
『Mad Max Fury Road Mad Max #1』
マックスの回想シーンでは映画の3作目『マッドマックス/サンダードーム』の物語の冒頭で、2作目『マッドマックス2』の物語で破壊されたインターセプターの残骸から再び作り直すため、必要とするインターセプターの部品と燃料を求めて旅をしていたとされるマックス。そして『マッドマックス/サンダードーム』の物語の後、過去のフラッシュバックにさいなまれるマックスは危険な荒地を彷徨い、燃料と自動車の部品が、人の命より価値があるという要塞のような町「ガス・タウン」へ辿り着く。そこでは、かつての破壊されたインターセプターを再び作り直せると分かり、伝説のV8エンジンを得ようと、マックスはガス・タウンにある闘技場「サンダードーム」での（本来は）素手でのバトルロイヤルによる殺し合いの試合をする。試合に参加していた盗賊一味バザードのリーダーは強く、最後に残ったマックスは死闘の末、バザードのリーダーを倒し、戦利品であるV8エンジンを手に入れる。マックスはインターセプターを修理している隠れ家に戻るがバザードたちに襲撃され重傷を負いインターセプターもV8エンジンも奪われてしまう。重傷を負ったマックスを助ける謎の女、女は助けたのだからとマックスに協力を求める。
『Mad Max Fury Road Mad Max #2』
マックスを助けた謎の女性はバザードと呼ばれる盗賊に娘のグローリーを浚われていた。娘が今もいるバザードのアジトであるサンケンシティという廃墟都市から娘の救出のため、マックスに頼み込んだ。マックスもバザードに奪われたインターセプターを取り戻そうと、1人で愛用のソードオフ・ショットガンを武器にサンケンシティに乗り込む。バザードはグローリーを浚い、彼女をトンネル・モンキー（Tunnel Monkey）と呼んで、彼らが住む廃墟の施設の瓦礫に埋もれた、危険で狭い通路の場所から、彼らが必要な食料など生活必需品を得るため小柄なグローリーを利用しようとしていた。グローリーは廃墟の地下施設にある隠れ家の場所でバザードから身を潜め、助けが来るのを信じて待ち続けていた。助けに来たマックスと出会い、バザードの追っ手から逃げるマックスとグローリーは、彼らが生活している地下駐車場エリアに辿り着く。そこでは修理されたインターセプターを見つけ、マックスはグローリーを急いでインターセプターに乗せて逃げ出した。バザード達も車両で追跡し、マックスとグローリーが乗るインターセプターはバザード達の追跡を振り切り廃墟の地下駐車場から出口を見つけ地上に脱出しようとする物語。

#### コミック版登場人物
ヒストリーマン Wordburger
砦の「シタデル」で子供達に歴史を語る語り手の男。故ミス・ギディの後継者として、体全身に過去の出来事の歴史を示した文字の入墨を入れ、子供達に、シタデルの歴史を伝える。イモータン・ジョーの死後、「シタデル」の砦のふもとに平屋ではあるが家々が立並び町が出来た経緯を説明して伝える。
バザードのリーダー
ロシア系のバザードと呼ばれる盗賊一味の2人の兄弟のリーダー。刃物のようなトゲが付いた鎧兜状のアーマーを身に着けている。リーダーの兄弟の1人は、もう1人の兄弟と部下達が試合を見物する中、ガス・タウンにあるサンダードームのバトルロイヤルの試合に参加する。挑戦者達を次々に殺し、生き残りのマックスと闘うが、不意打ちによりマックスに殺される。残った方のリーダーは、インターセプターの隠し場所に戻った直後のマックスを襲撃し、マックスを地面に縛り付け、左足の太股にナイフで刺して、灼熱の砂漠の太陽の下に放置し、インターセプターを奪い去る。
マックスが、バザードが誘拐したグローリーを奪還し、サンケンシティから脱出すると、2人を追跡し、グローリー親子が乗るオートバイに自車両で衝突させて殺す。そのことを激怒したマックスに追い詰められ、車両がクラッシュし、車両のトゲ部分に刺さって死亡する。

グローリー
映画では、「グローリー・ザ・チャイルド」。マックスの幻覚・幻聴として描かれている少女。右の上腕にパラコードブレスレットを付け、ユニコーンの首飾りをしている。母親と一緒にガスタウンに着いた際の混乱で、「バザード」に誘拐され、廃墟の狭くて危険な場所から生活必需品を捜させるため、彼らが住むサンケンシティの廃墟に連れられる。彼女はそこで、地下の小さな廃墟の場所を隠れ家とし、母親の助けを信じてバザードから身を潜めていた。マックスと出会った当初は敵意を持っていたが、母親に頼まれて助けに来た事を知り、マックスがバザードから取り戻したインターセプターに同乗してサンケンシティから脱出し、母親と無事に再会する。しかし、マックスと別れた直後、追って来たバザードのリーダーが乗るレッカー車両に激突され、母親と共に吹き飛ばされて殺される。彼女と母親の遺体はマックスによって埋葬され、十字架が立てられた。2015年のゲーム版にもグローリーが登場するが、ホープという名の女性の娘という設定にもなっており、コミックとは設定が異なる部分がある。
グローリーの母親
ドクロのようなマスクを被り、オートバイに乗っている女性。バザードに誘拐された娘を救出してくれる強い人を探しており、ガス・タウンのサンダードームでのバトルロイヤルで、バザードのリーダーと1対1で闘い、劣勢になったマックスに武器として発炎筒を渡し、形勢逆転させた。さらに、試合に優勝したマックスの後をつけ、バザードに襲撃され死の危機にあったマックスの手当てをして助け、マックスにその恩を以ってバザードに誘拐された娘のグローリーの救出を頼む。マックスがサンケンシティからグローリーを救い出してくると、3人で一緒に旅をしようとマックスを誘うが断られ、娘をオートバイに乗せてマックスとは反対方向に別れたところに、追跡して来たバザードのリーダーが乗る車両に激突され、娘と共に殺されてしまう。

### ゲーム
マッドマックス (2015年のゲーム)
マッドマックスの世界を舞台とするコンシューマーゲーム開発の情報は2008年のジョージ・ミラーのインタビューの時点で確認されているが実現しなかった。
2013年、E3でAvalanche Studiosは「2014年にオープンワールドから本作品に基づいたアクションアドベンチャーゲームを発売予定」と発表。撮影の遅れなどにより発売は遅れ2015年9月1日に発売された（日本国内では10月1日発売）。

### 出版物
- Abbie Bernstein 著、矢口誠 訳『メイキング・オブ・マッドマックス 怒りのデス・ロード』（大型本）玄光社、2015年7月21日。ISBN 4768306454。
- George Miller 著、柳下毅一郎 訳『マッドマックス 怒りのデス・ロード: COMICS & INSPIRED ARTISTS』（コミック）誠文堂新光社〈Graffica Novels〉、2015年12月10日。ISBN 4416915357。
- George Miller著 (2015-09-08), Mad Max: Fury Road: The Prelude to the Blockbuster Film! (paperback ed.), Vertigo, ISBN 1401259057
- カイル・ブキャナン 著、有澤真庭 訳『マッドマックス 怒りのデス・ロード 口述記録集 血と汗と鉄にまみれた完成までのデス・ロード』竹書房、2023年。ISBN 9784801934443。

### ホームメディア
日本国内では、ワーナー・ブラザース・ホームエンターテイメントが発売。
- 【初回限定生産】 マッドマックス 怒りのデス・ロード ブルーレイ&DVDセット（2枚組、2015年10月21日発売）
- 【初回限定生産】 マッドマックス 怒りのデス・ロード 3D&2D ブルーレイセット（2枚組、2015年10月21日発売）
- 【数量限定生産】 マッドマックス 怒りのデス・ロード ブルーレイ スチールブック仕様（1枚組、2015年10月21日発売）
- 【初回限定生産】 マッドマックス アンソロジー ブルーレイセット（5枚組、2015年10月21日発売）
- 【Amazon.co.jp限定】 マッドマックス 怒りのデス・ロード ブルーレイ インターセプター付BOX（1枚組、2015年10月21日発売）
- マッドマックス 怒りのデス・ロード Blu-ray（1枚、廉価版、2016年4月20日発売）
- マッドマックス 怒りのデス・ロード DVD（1枚、廉価版、2016年4月20日発売）
- マッドマックス 怒りのデス・ロード 4K ULTRA HD&ブルーレイセット（2枚組、2016年6月22日発売）
- 【初回限定生産】 マッドマックス 怒りのデス・ロード＜ブラック&クローム＞エディション（2枚組、2017年2月8日発売）
- 【初回限定生産】 マッドマックス ＜ハイオク＞コレクション（8枚組、2017年2月8日発売）

### サウンドトラック
- 「マッドマックス　怒りのデス・ロード」オリジナル・サウンドトラックCD ジャンキーXL SMJ ASIN B00XUSPV3K

1. サバイブ
2. エスケイプ
3. イモータンズ・シタデル
4. ブラッド・バッグ
5. スパイキー・カーズ
6. ストーム・イズ・カミング
7. ウィ・アーノット・シングス
8. ウォーター
9. ザ・リグ
10. ブラザーズ・イン・アームズ
11. ザ・ボグ
12. リデンプション
13. メニー・マザーズ
14. クロウ・トラックス
15. チャプター・ドーフ
16. マイ・ネーム・イズ・マックス
17. レット・ゼム・アップ

## テレビ放送
| 回数 | テレビ局   | 番組名（放送枠名） | 放送日              | 放送時間      | 放送分数 | 吹替版     | 視聴率 | 備考 |
| ---- | ---------- | ------------------ | ------------------- | ------------- | -------- | ---------- | ------ | --- |
| 1    | フジテレビ | 土曜プレミアム     | 2020年9月12日（土） | 21:00 - 23:10 | 130分    | 劇場公開版 | 8.0%   | 地上波初放送 R15+指定作品のため、地上波放送用に編集して放送。 関東ローカルでは、放送を記念して、「マッドマックス」シリーズの過去3作品を放送する。 |

- 視聴率はビデオリサーチ調べ、関東地区・世帯・リアルタイム。